# バレンシア (スペイン)
バレンシア（バレンシア語（カタルーニャ語バレンシア方言）: València; [vaˈlen.si.a]、カタルーニャ語バレアレス諸島方言: [vəˈlən.si.ə]、カタルーニャ語中央方言: [bəˈlɛn.si.ə]、カスティーリャ語（スペイン語）: Valencia; [baˈlenθja]）は、スペイン・バレンシア州バレンシア県のムニシピオ（基礎自治体）。バレンシア州の州都であり、バレンシア県の県都でもある港湾都市である。

## 概要
紀元前138年にローマ人の植民市として建設された集落に起源をもつ。人口は約80万人で、マドリードとバルセロナに次いでスペインで3番目に多い。バレンシア都市圏の人口は調査機関によって異なるが、約170万人-約230万人である。地中海西部のバレアレス海に面し、トゥリア川の河口部に位置する。バレンシアの気候は温暖で降水量の少ない地中海性気候である。世界遺産に登録されているラ・ロンハ、ゴンサーレス・マルティ国立陶器・装飾芸術博物館、バレンシア大聖堂などがある。3月にはスペイン3大祭りのひとつであるファジェス（サン・ホセの火祭り）が開催される。パエリア発祥の地。バレンシア港はヨーロッパで5番目に貨物取扱量が多い港湾であり、地中海で最も貨物取扱量が多い港湾である。

## 地理
バレンシアは地中海西部のバレアレス海の一部であるバレンシア湾に面しており、トゥリア川がバレンシア湾に注ぐ位置にある。ローマ人によって建設された集落は、地中海からトゥリア川を6.4km遡った位置にあった。市街地中心部から南に11kmの距離には、スペイン国内で最大級の淡水湖のひとつであるアルブフェーラ潟があり、1911年にはバレンシア市議会がスペイン王室からアルブフェーラ潟を購入した。1986年には文化的・歴史的・生態学的価値が認められ、バレンシア州政府によってアルブフェーラ自然公園が設置された。

### 人口
2001年のバレンシアの人口は809,267人であり、スペインで3番目、欧州連合で24番目だった。バレンシア都市圏の人口は調査機関によって異なるが、Demographia.comは1,561,000人、Eurostatは1,564,145人、City Populationなどは1,705,742人、Organization for Economic Cooperation and Developmentは2,300,000人、Eurostatは2,516,818人 としている。2000年にはスペイン国外生まれの比率が1.5%だったが、2009年には9.1% にまで増加した。この現象はマドリードやバルセロナでも起こっている。国外出身者の主な出身国は、エクアドル、ボリビア、コロンビア、モロッコ、ルーマニアである。

### 気候
バレンシアは亜熱帯地中海性気候であり、ケッペンの気候区分ではCsaである。穏やかな冬季、長く暑い夏季を特徴としている。年間平均気温は摂氏18.4度である。最寒月の1月は最高気温が摂氏13度から21度となり、最低気温が摂氏4度から12度となる。最暖月の8月は最高気温が摂氏28度から34度となり、最低気温が摂氏約23度となる。地中海への近さやフェーン現象のおかげで、冬季にはヨーロッパでもっとも穏やかな地域である。バレンシアの1月の平均気温は、北ヨーロッパの夏季の平均気温に匹敵する。
年間日照時間は2,696時間であり、冬季の12月は155時間（5時間/日）、夏季の7月は315時間（10時間/日）である。海水の平均温度は冬季が摂氏15度から16度、夏季が摂氏26度から28度である。平均相対湿度は4月が60%であり、8月が68%である。
| バレンシアの気候                                               | バレンシアの気候 | バレンシアの気候 | バレンシアの気候 | バレンシアの気候 | バレンシアの気候 | バレンシアの気候 | バレンシアの気候 | バレンシアの気候 | バレンシアの気候 | バレンシアの気候 | バレンシアの気候 | バレンシアの気候 | バレンシアの気候 |
| 月                                                             | 1月              | 2月              | 3月              | 4月              | 5月              | 6月              | 7月              | 8月              | 9月              | 10月             | 11月             | 12月             | 年               |
| -------------------------------------------------------------- | ---------------- | ---------------- | ---------------- | ---------------- | ---------------- | ---------------- | ---------------- | ---------------- | ---------------- | ---------------- | ---------------- | ---------------- | ---------------- |
| 平均最高気温 °C （°F）                                         | 16.1 (61)        | 17.2 (63)        | 18.7 (65.7)      | 20.2 (68.4)      | 22.8 (73)        | 26.2 (79.2)      | 29.1 (84.4)      | 29.6 (85.3)      | 27.6 (81.7)      | 23.6 (74.5)      | 19.5 (67.1)      | 16.8 (62.2)      | 22.3 (72.1)      |
| 日平均気温 °C （°F）                                           | 11.5 (52.7)      | 12.6 (54.7)      | 13.9 (57)        | 15.5 (59.9)      | 18.4 (65.1)      | 22.1 (71.8)      | 24.9 (76.8)      | 25.5 (77.9)      | 23.1 (73.6)      | 19.1 (66.4)      | 14.9 (58.8)      | 12.4 (54.3)      | 17.8 (64)        |
| 平均最低気温 °C （°F）                                         | 7.0 (44.6)       | 7.9 (46.2)       | 9.0 (48.2)       | 10.8 (51.4)      | 14.1 (57.4)      | 17.9 (64.2)      | 20.8 (69.4)      | 21.4 (70.5)      | 18.6 (65.5)      | 14.5 (58.1)      | 10.4 (50.7)      | 8.1 (46.6)       | 13.4 (56.1)      |
| 降水量 mm （inch）                                             | 36 (1.42)        | 32 (1.26)        | 35 (1.38)        | 37 (1.46)        | 34 (1.34)        | 23 (0.91)        | 9 (0.35)         | 19 (0.75)        | 51 (2.01)        | 74 (2.91)        | 51 (2.01)        | 52 (2.05)        | 454 (17.87)      |
| 平均降水日数 （≥1 mm）                                         | 4                | 3                | 4                | 5                | 5                | 3                | 1                | 2                | 4                | 5                | 4                | 5                | 44               |
| 平均月間日照時間                                               | 169              | 169              | 212              | 229              | 256              | 271              | 314              | 285              | 237              | 201              | 167              | 150              | 2,660            |
| 出典：世界気象機関 (国際連合), Agencia Estatal de Meteorología |                  |                  |                  |                  |                  |                  |                  |                  |                  |                  |                  |                  |                  |

### 行政区

バレンシアの行政区

バレンシア市内は19の行政区（districte）に分けられ、行政区内はいくつかの地区（barri）に分けられている。
- 古町区 (Ciutat Vella)
- 拡張区 (L'Eixample)
- 壁外区 (Extramurs)
- 尖塔区 (Campanar)
- ラ・サイジーア区 (La Saïdia)
- 王之平野区 (El Pla del Real)
- 小橄欖区 (L'Olivereta)
- パトライシュ区 (Patraix)
- イエズス区 (Jesús)
- 四路区 (Quatre Carreres)
- 沿海里区 (Poblats Marítims)
- 入江道区 (Camins al Grau)
- アルジロス区 (Algirós)
- ベニマクレット区 (Benimaclet)
- ラスカニャ区 (Rascanya)
- ベニカラップ区 (Benicalap)
- 北村区 (Pobles del Nord)
- 西村区 (Pobles de l'Oest)
- 南村区 (Pobles del Sud)

## 歴史

### 古代

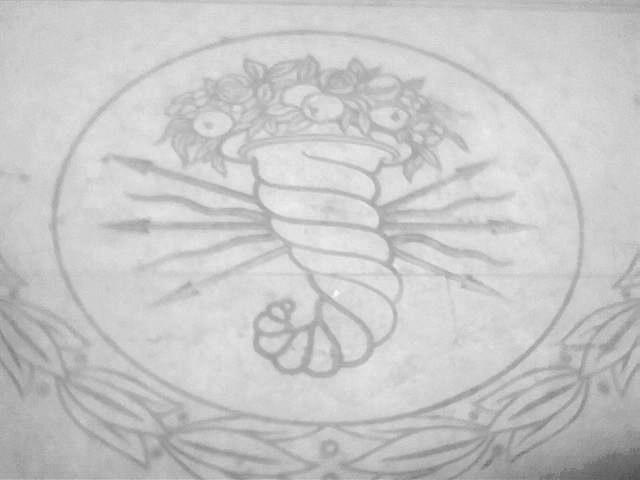
ローマ時代にバレンティアのシンボルだった「豊穣の角」

イベリア人はこの土地をエデタニアと呼んだ。紀元前138年、約2000人のローマ人植民者がこの地にワレンティア（ウァレンティア Valentia 、強さ・活力の意）を建設して定住した。ワレンティアは典型的なローマ都市であり、河川が海にそそぐ位置にあり、ローマ街道で帝国の首都と結ばれた。植民市の中心部は今日のビルヘン広場周辺であり、公共広場があったこの場所ではカルド通りとデクマヌス通りが交差していた。カルド通りは今日のサルバドール通りとアルモイナ通り、デクマヌス通りは今日のカバリェロス通りに相当する。
紀元前75年にはポンペイウスとセルトリウスの争いによって破壊されたが、ワレンティアは約50年後に大規模インフラ計画とともに再建されると、1世紀半ばまでには急激な都市成長を経験した。地理学者のポンポニウス・メラはワレンティアをヒスパニア・タラコネンシス属州有数の都市と呼んでいる。しかし、3世紀頃に衰退した。その後、4世紀にキリスト教化が起こった。

### 中世
西ゴート時代
数世紀後、スエヴィ族、ヴァンダル族、アラン族、後に西ゴート族などゲルマン人のイベリア半島への侵入と、ローマ帝国政権の崩壊による支配者の空白状態が同時期に起こった。カトリック教会が都市の支配権をわが物とし、ローマ人の（非カトリックの）聖堂に取って代わった。554年にはイベリア半島南西部にビザンツ人が侵入し、バレンシアは戦略的重要性を得た。625年にビザンツ人が追放されると、西ゴート族の軍隊が登場し、古代ローマの円形闘技場を要塞化した。西ゴート族による支配の歴史は約100年間だったことが知られているが、この期間の出来事はほとんど考古学的文献が残っていない。発掘調査によるとこの期間の都市の発展がわずかであったことが示唆されている。西ゴート時代のバレンシアはトレド大司教区の下位に位置する付属司教区ではあったが、古代ローマ時代のヒスパニア・カルタギネンシス属州の範囲からなるカトリック教会の司教管区が置かれた。
イスラーム時代（バランシヤ）

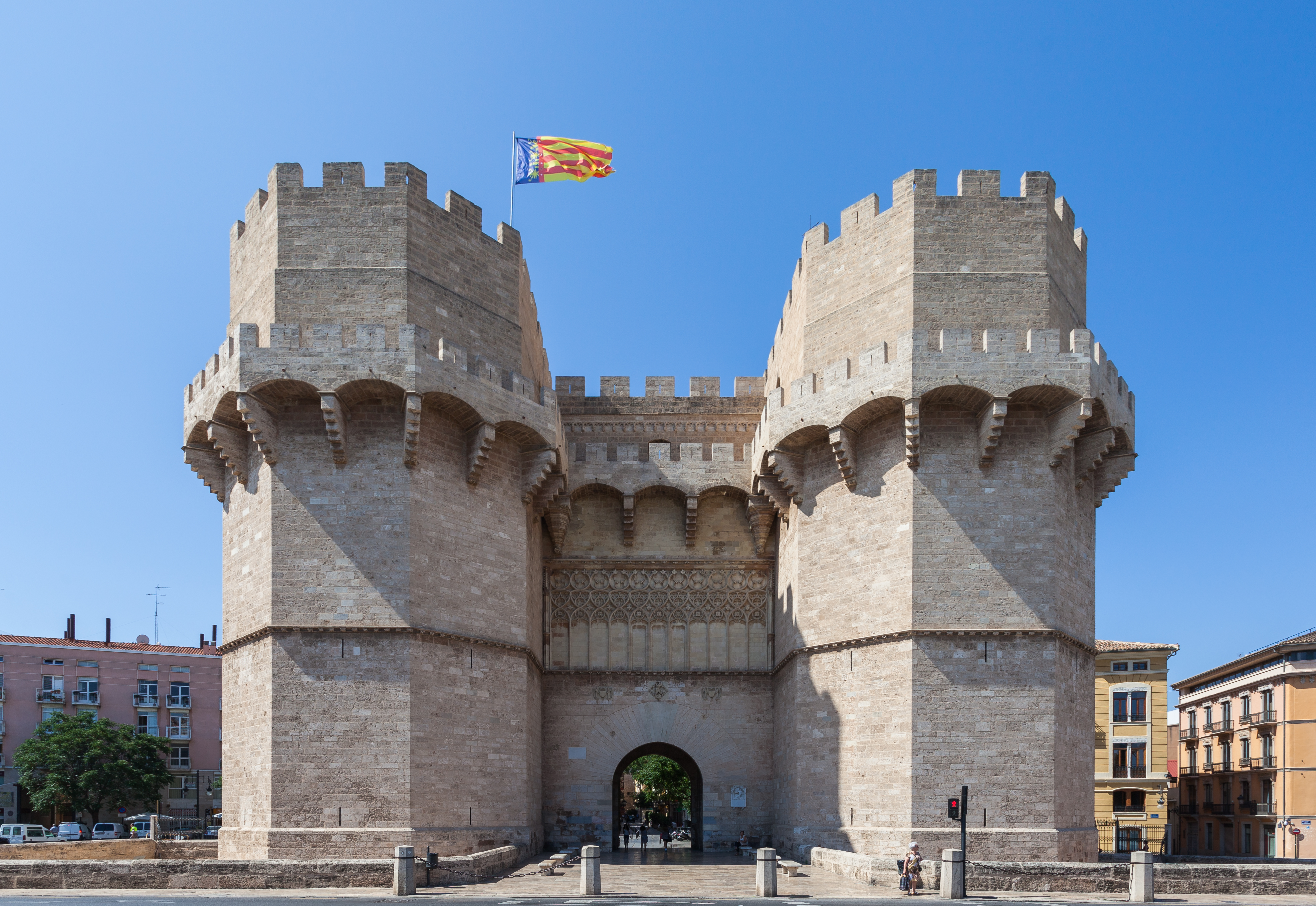
セラーノスの塔

714年にムーア人（ベルベル人とアラブ人）がイベリア半島に侵入すると、バレンシアは戦うことなく降伏し、サン・ビセンテ大聖堂はモスクに転換された。後ウマイヤ朝の初代アミールであるアブド・アッラフマーン1世は755年に都市の破壊を命じたが、何年か後には息子のアブドゥラがバレンシア地方全体に対して自治規則を規定した。アブドゥラの統治下では都市内のルサファ地区に豪華なルサファ宮殿の建設が命じられた。アブドゥラの廟は発見されていない。また、同時期のバレンシアは「砂の町」(Medina al-Turab)との異名を授かった。イスラーム文化が都市に定着すると、10世紀には紙、絹製品、皮革製品、セラミック、ガラス、銀製品などの活発な交易活動が理由で バランシヤ(Balansiyya)と呼ばれるようになった。この時代の建築的遺構は豊富に残っており、今日でも旧市壁、浴場、ポルタル・デ・バルディグナ通り、大聖堂、古いモスクのミナレットであるエル・ミカレットの塔などを見ることができる。バレンシアのハティバ（シャティバ）にはシルクロードを経由した中国の製紙技術がもたらされ、ヨーロッパ初の製紙工場もつくられた。
1002年に後ウマイヤ朝の宰相であるアルマンソールが死去し、支配者の死去に伴う騒乱が起こったのち、アル・アンダルスはタイファと呼ばれる数多くの小国に分裂した。そのうちのひとつがバレンシアのタイファ（バランシヤ王国）であり、1010年から1065年、1075年から1099年、1145年から1147年、1229年から1238年の4期間に存在した。

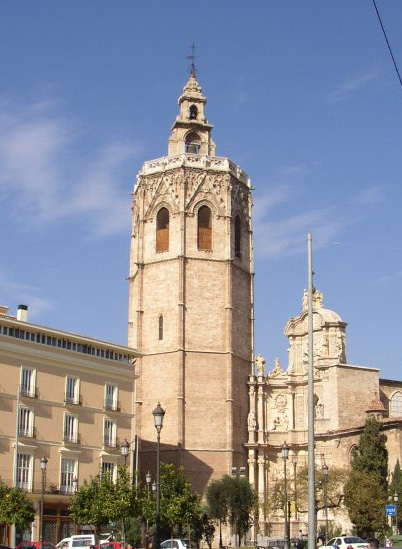
バレンシア大聖堂にあるミゲレテの塔

11世紀のバランシヤはバレンシアのタイファの勃興によって生まれ変わった。都市は成長し、アブド・アル＝アジズの治世には新たな市壁が建設された。今日でもこの市壁は旧市街全体を囲むようにして保存されている。カスティーリャ人貴族のエル・シッドは地中海に面する公国の建設を目指し、キリスト教徒とムーア人を組み合わせた軍隊でバレンシア地方に入り、1092年には都市の包囲を開始した。1094年5月までには包囲が完了し、1094年から1099年7月までのバレンシアはエル・シッドの統治下にあった。キリスト教徒であるエル・シッドの統治下で、9のイスラーム・モスクがカトリック教会に転換され、フランス人修道士のジェロームがバレンシア司教に任命された。エル・シッドは1099年7月に殺害されたが、妻のヒメナ・ディアスはムラービト朝の包囲から都市を守り切り、その後の2年間バレンシアを統治した。
バレンシアは1102年までキリスト教徒軍の手に残ったが、1102年にムラービト朝が奪還してイスラーム教徒の支配に戻った。「全スペインの皇帝」を自称したカスティーリャ王アルフォンソ6世はいったんはバレンシアからイスラーム教徒を追いやったが、都市を保持し続けるのに十分な力は有していなかった。キリスト教徒は町を放棄する前に火をつけ、1109年5月5日にはムラービト朝のマスダリが占領した。イブン・ハファージャはこの出来事を、町の解放を進めたユースフ・イブン・タシュフィーンへの感謝の意味を込めて詩に残している。やがてムラービト朝の影響力は後退し、新王朝のムワッヒド朝が北アフリカからやってきて台頭、ムワッヒド朝は1145年にはイベリア半島の主導権を握った。しばらくはバレンシア王兼ムルシア王のイブン・マルダニーシュ（通称ローボ王）がムワッヒド朝のバレンシアへの入城を阻止していたが、1171年にはついに北アフリカの勢力によって陥落した。ムラービト朝とムワッヒド朝というイスラーム教徒の2つの勢力は、1102年から130年以上にわたってバレンシアを支配している。
レコンキスタ

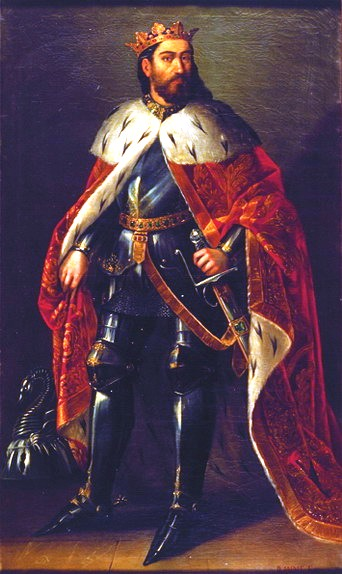
バレンシアをキリスト教徒の手に戻したアラゴン王ハイメ1世

1238年、アラゴン王ハイメ1世はアラゴン人・カタルーニャ人・ナバーラ人・カラトラバ騎士団による十字軍からなる軍隊を伴ってバレンシアを包囲し、9月28日には都市を降伏させ、5万人のムーア人がバレンシアを去ることを余儀なくされた。イブン・アル＝アッバルやイブン・アミラなどの詩人は、愛するバレンシアからの亡命を悲しんで作品を残した。イスラーム教徒の追放後、都市は征服の参加者の間で分割された。ハイメ1世は都市に対して「バレンシアのフール」と呼ばれる新たな特権を与え、この特権は後にはバレンシア王国全体に拡張された。キリスト教徒の統治下で新たな社会や言語が発達し、今日のバレンシア人の特徴となる基礎を形成した。ハイメ1世はアラゴン連合王国の構成国のひとつとしてバレンシア地方にバレンシア王国を築き、ユダヤ教徒、イスラーム教徒、キリスト教徒など、あらゆる宗派が王国の市民として生活することを認めた。レコンキスタ時点のバレンシア王国には、イスラーム教徒12万人、キリスト教徒65,000人、ユダヤ教徒2,000人が暮らしていた。
1348年の黒死病やそれに続く伝染病、さらには度重なる戦争や暴動によって、14世紀中頃には人口が減少した。君主制の行き過ぎに反発して王国の首都であるバレンシア市民が主導した反乱が起こったほか、1363年と1364年にはカスティーリャ王国の攻撃を受け、早急な新市壁の建設を余儀なくされた。キリスト教徒、ユダヤ教徒、イスラーム教徒という3教徒の共存の問題もあった。ユダヤ教徒は水辺の土地に暮らし、経済的・社会的に発展し、その居住区域は周囲の教区内に徐々に拡大していた。レコンキスタ後にも都市に残ったイスラーム教徒は今日のモーゼン・ソレル市場の隣に定住していたが、1391年には暴徒がユダヤ人地区を襲撃し、キリスト教徒への強制改宗につながった。
バレンシアの黄金時代

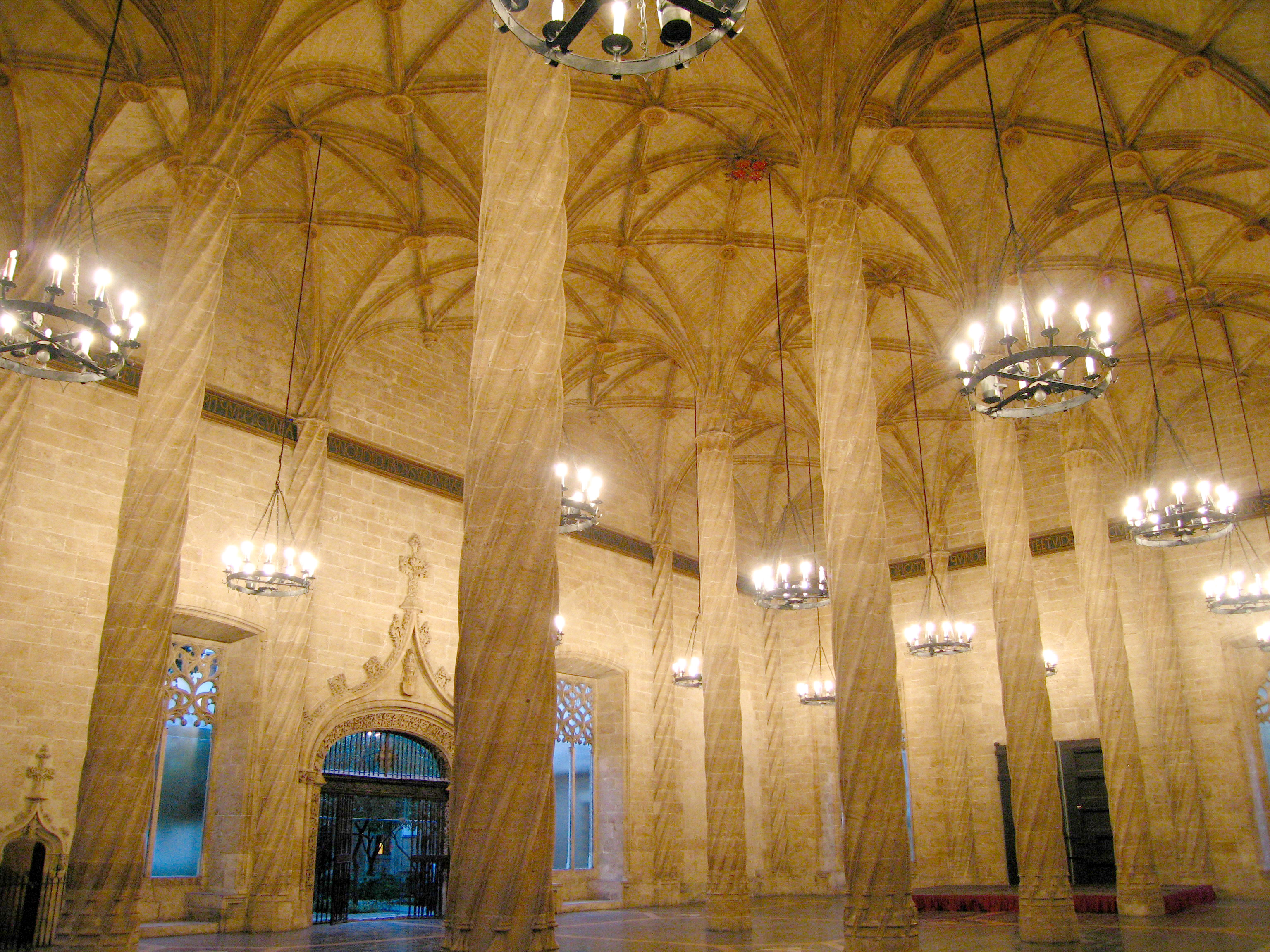
バレンシアの絹製品取引所であるラ・ロンハ

15世紀はバレンシアの黄金時代と呼ばれ、経済発展を背景に文化や芸術が花開いた。この時期のバレンシアはアラゴン連合王国でもっとも人口の多い都市となっている。繊維製品がけん引する地場産業は大きく発展し、都市の銀行業務を支援する金融機関が設立された。1492年にクリストファー・コロンブスがカスティーリャ王国から新大陸航海に出発した際には、バレンシアの銀行家がカスティーリャ女王イサベル1世に対して出資している。世紀末には絹製品取引所であるラ・ロンハが建設され、バレンシアはヨーロッパ中から商人を集める商業中心地となった。
経済発展は芸術や文化の繁栄にもつながった。セラーノスの塔（1392年）、ロンハ（1482年）、ミゲレテ、サント・ドミンゴ修道院礼拝堂など、バレンシアを象徴する建物のいくつかはこの時代に建設されている。絵画や彫刻の分野では、フランドルやイタリアの傾向が、バレンシアのリュイス・ダルマウ、ゴンサロ・ペレス、ダミアー・フルメントなどに影響を与えた。アウジアス・マルク、Roiç de Corella、イサベル・デ・ビリェナなどのパトロンとなったアルフォンソ5世の下で文学も花開いた。ジュアノット・マルトゥレイは1460年までに騎士道小説『ティラン・ロ・ブラン』を執筆し、この物語はミゲル・デ・セルバンテスからウィリアム・シェイクスピアまで、後年の多くの著作家に影響を与えた革新的な騎士道小説だった。アウジアス・マルクはトルバドゥールが使用していたオック語の代わりに執筆言語としてバレンシア語を用いた最初期の詩人である。1499年から1502年の間にはストゥディウム・ゲネラーレ（中世大学）としてバレンシア大学が設立された。
15世紀と16世紀、バレンシアは地中海岸でもっとも影響力のある都市のひとつであった。イベリア半島初の印刷機はバレンシアに設置され、ドイツ・シュヴァーベンに本拠を構えるラーヴェンスブルク貿易会社バレンシア工場の監督下で、ランベルト・パルマルトとその協力者が1473年に印刷を開始した。ロマンス諸語として2番目に早く聖書が印刷された言語はバレンシア語であり、1478年頃にブニファシ・ファレーによってバレンシアで印刷された。ローマ教皇カリストゥス3世とアレクサンデル6世を輩出したボルジア家はバレンシアの出身である。1492年、チェーザレ・ボルジアは17歳でバレンシア大司教に任命されている。

### スペイン王国時代
スペイン帝国

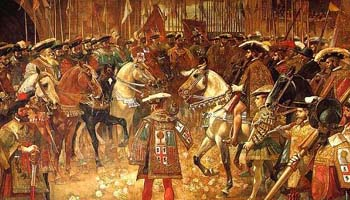
『イスラーム組合の会議』マルセリーノ・デ・ウンセタ

スペイン王国が新大陸を発見すると、ヨーロッパの経済は地中海中心から大西洋中心の貿易活動に移行した。スペイン王国はカスティーリャ王国とアラゴン連合王国が合併して成立していたが、新大陸の征服と搾取はカスティーリャ王国が独占し、カタルーニャ人、アラゴン人、マヨルカ人同様に、バレンシア人も大西洋をまたぐ貿易への参加を禁じられた。事業の喪失に直面し、バレンシアは深刻な経済危機に陥った。1519年から1523年にはハプスブルク家出身のカルロス1世に対して、ジェルマニアの反乱として知られる職人組合の反乱がバレンシアで起こった。この反乱は君主制に対する反発、封建制に対する運動であり、1519年の黒死病の流行前に都市から逃れていた封建貴族に対する社会的反乱の意味合いがあった。反イスラーム運動という側面もあり、アラゴン連合王国に住むムデハル（キリスト教徒の再征服地に住むイスラーム教徒の残留者）に対する暴動を起こし、ムデハルにキリスト教への強制改宗の義務を課した。アラゴン王妃ジェルメーヌ・ド・フォワは残酷なまでに反乱の主導者を抑圧し、このことはカルロス1世への権力集中を加速させた。ジェルメーヌ・ド・フォワは100人以上の死刑状に署名したとされており、800人もの死刑が行われた可能性がある。
カトリック両王時代の1502年、イスラーム教徒はカトリックへの改宗か追放の選択を迫られた。これによってカトリックに改宗したイスラーム教徒をモリスコと呼ぶが、1609年にはユダヤ教徒とモリスコの追放令（モリスコ追放）が出され、スペイン王国政府は1614年までの間にモリスコに対してスペイン王国から離れることを命じた。彼らはアラゴン連合王国の範囲に集中しており、アラゴン連合王国では人口の1/5を、バレンシア王国では実に人口の1/3を構成していた。
彼らの亡命によっていくつかの貴族は財政的な破滅状態に陥り、1613年にはタウラ・デ・カンビが破産した。ユダヤ教徒とモリスコの追放によって17世紀のバレンシアでは経済的な危機が深まった。スペイン王国は農業労働力の多くを失った貴族を救うために努力したが、これによって都市の経済事情は悪化した。1640年から1652年には収穫人戦争が起こり、スペインの他地域から軍隊が到着、さらなる経済難の時代を迎えた。
ブルボン朝

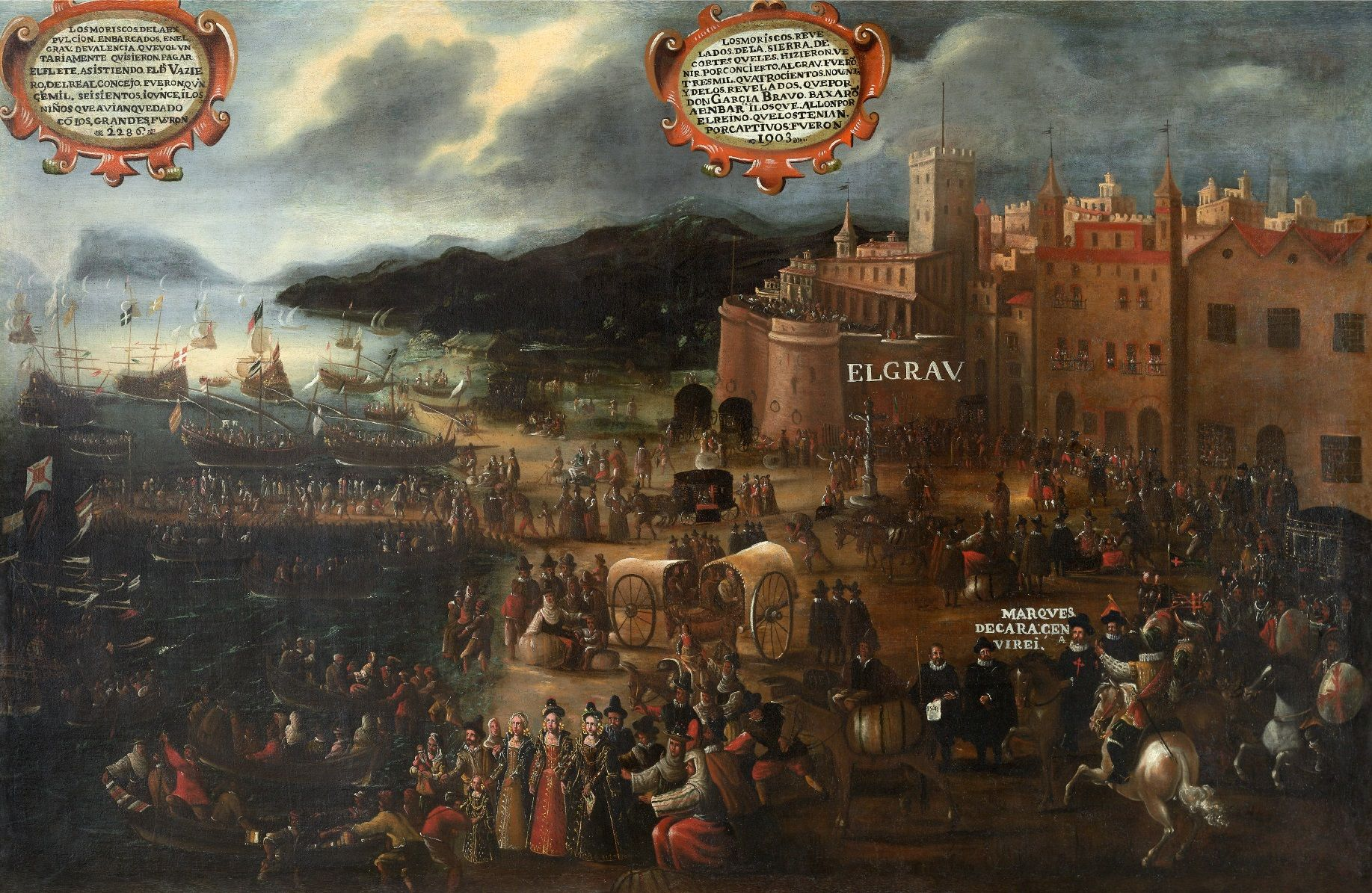
『バレンシアからのモリスコ追放』ペラ・ウロミグ

1702年から1709年まで続いたスペイン継承戦争時、バレンシアは神聖ローマ皇帝カール6世の側についた。ブルボン朝軍はシャティバのような重要な都市を燃やしている。1707年4月25日にアルマンサの戦いでブルボン朝が勝利すると、フェリペ5世はバレンシアがカール6世側についた罰として特権の廃止を命じた。ヌエバ・プランタ王令によって特権が廃止され、都市はカスティーリャの勅許によって支配された。これによってバレンシア王国の政治的・法的な独立が終了、バレンシアの衰退が頂点に達し、バレンシア王国の首都はオリウエラに移転した。宗教的・文化的・政治的重要性を持つオリウエラはバレンシア地方南端部の町であり、異なる総督領であるムルシアからわずかな距離にあった。このためにバレンシア総督ルイス・アントニオ・ベルーガ・イ・モンカーダ枢機卿はバレンシア王国の首都移転に反対していたが、フェリペ5世はコルテスに対してアントニオ・ベルーガ枢機卿と面会するように命じた。オリウエラはスペイン継承戦争中にバテンシアを砲撃・略奪しており、アントニオ・ベルーガ枢機卿はフェリペ5世への抗議の意味を込めてバレンシア総督の座を辞任、フェリペ5世はついに折れて首都の座をバレンシアに戻した。バレンシアが有していた特権や諸機関が廃止されたことなどにより、市政の最高指揮官はもはや選出されず、代わりに国王が暮らすマドリードから直接任命された。

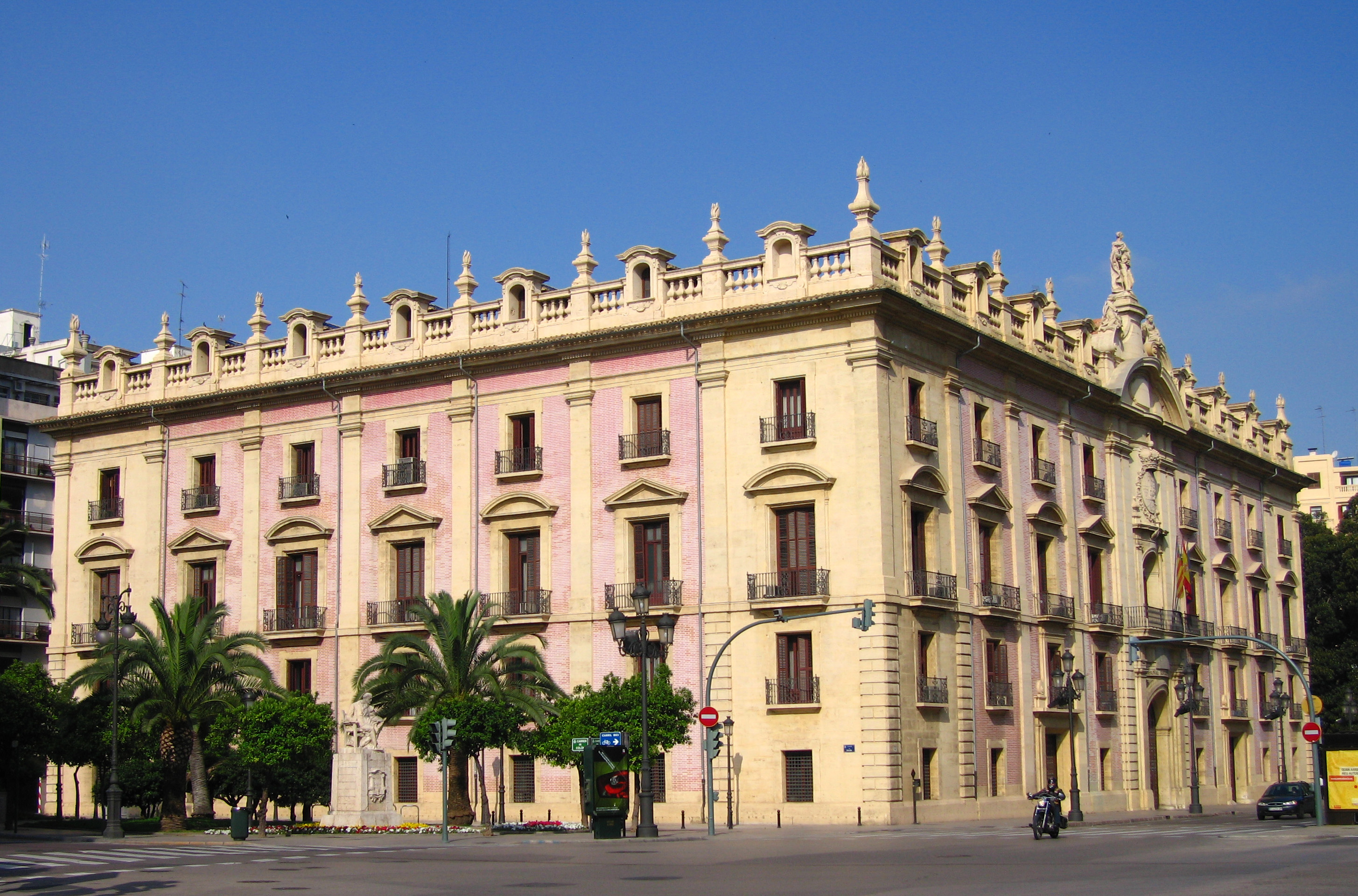
ジュスティシア宮殿

18世紀中にはバレンシアの経済が回復し、絹製品やセラミック産業が成長した。ブルボン朝カルロス3世の治世（1759年-1788年）の豊かさの例としてジュスティシア宮殿があげられる。18世紀のヨーロッパは啓蒙主義の時代であり、バレンシアでこの人文主義的理想は、フランスやドイツの思想家との関係を保っていたグレゴリー・マイアンスやペレス・バイエルなどに影響を与えた。1776年には国家の友人経済社会が設立され、バレンシアで農業や工業などに様々な改良を導入し、文化的・市民的・経済的な制度を促進した。

### 近代
19世紀初頭にフランス軍がスペインに攻め入った半島戦争はバレンシアにも影響を与えた。1808年5月23日にはビセント・ドメネク・エル・パリェテールなどに導かれてバレンシア人が蜂起し、フランス兵から城砦を奪還した。6月26日から28日にはボン・アドリアン・ジャノー・ド・モンセー元帥が9,000人の軍隊を率いてバレンシアを攻撃したが、モンセー元帥は二度の攻撃でバレンシアを陥落させることに失敗し、マドリードに退却した。1811年10月にはルイ＝ガブリエル・スーシェ元帥がバレンシア包囲を開始し、バレンシアは1812年1月8日にフランス軍への降伏を余儀なくされた。1813年6月にはビトリアの戦いで連合軍がフランス軍に勝利したため、フランス軍は1813年7月にバレンシアから撤退している。

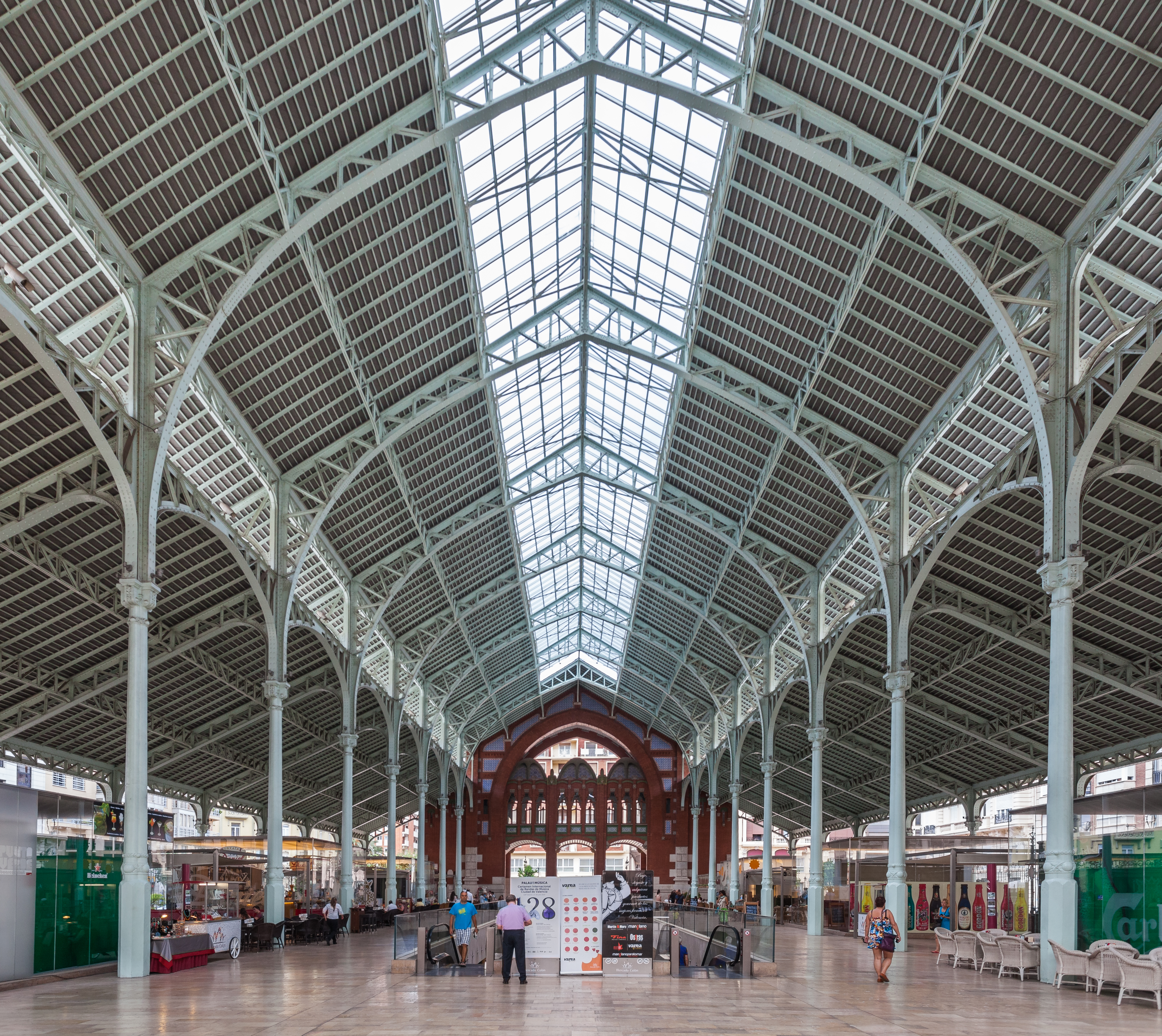
コロンブス市場

1833年に第一次カルリスタ戦争が勃発すると、バレンシアでは教会の財産の大半が地元のブルジョアジーによって購入された。リベラル派と共和派は頻繁に衝突し、ラモン・カブレラ・イ・グリニョー将軍率いるカルリスタ軍による報復の脅威もあった。イサベル2世の治世(1843-1868)は相対的に安定して都市が成長し、上水道・舗装道路・ガスなどのインフラが整備された。公共の水供給網は1850年に完成し、1882年にはバレンシアに電気が導入された。1866年以降には市壁が取り壊され都市の拡張が容易になった。1860年時点では140,416人の人口を有した。19世紀後半にはブルジョアが都市の発展を奨励し、土地所有者はオレンジの導入やブドウの栽培拡張などによって豊かになった。好景気に合わせてバレンシア語の伝統も復活し、1870年頃にはバレンシア語ルネサンスと呼ばれる運動が起こった。1894年にはバレンシア美術サークルが設立された。

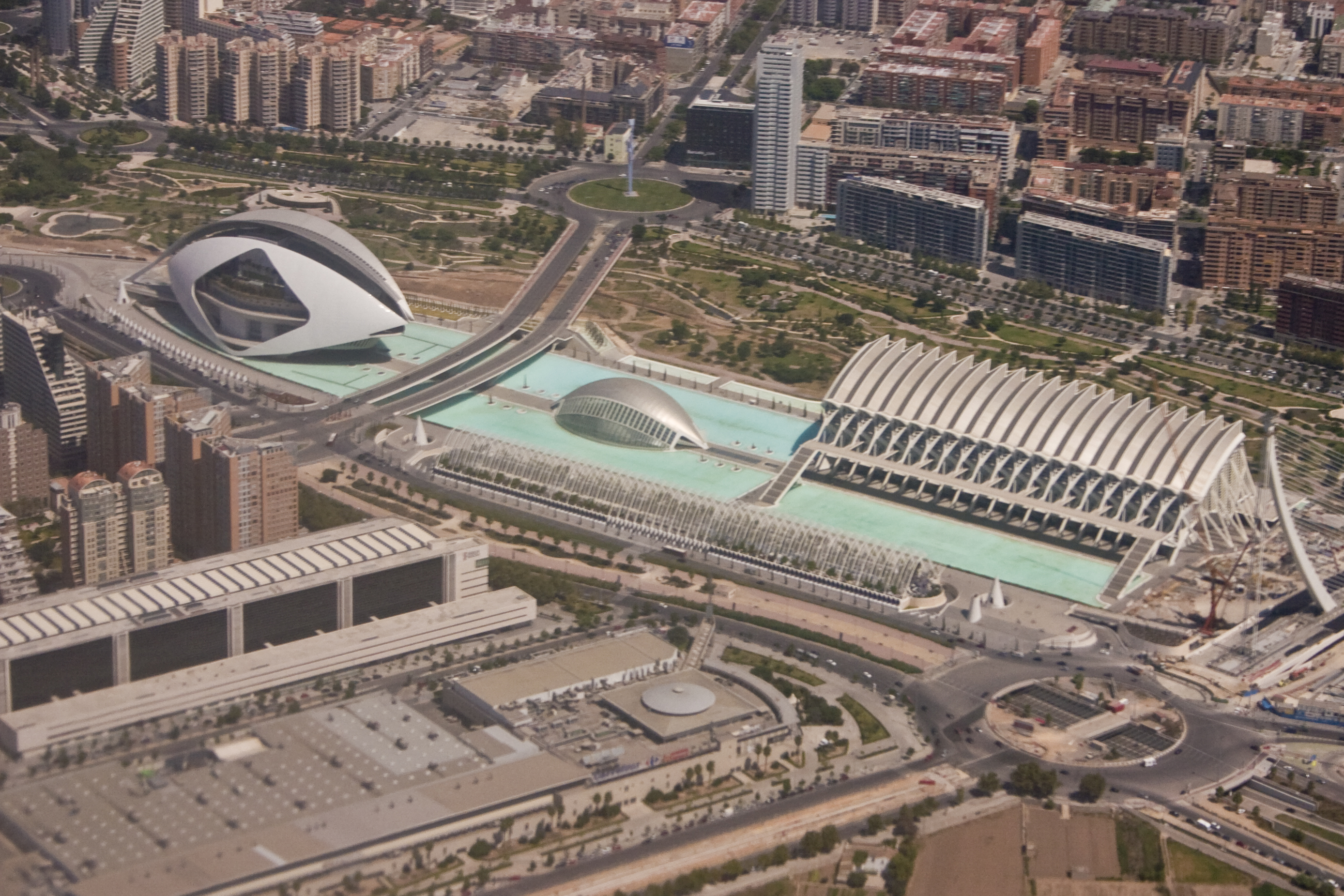
芸術科学都市の全景

20世紀にはスペインで3番目に人口の多い都市の座を維持し、工業発展・経済発展でもスペインの3番手を占めた。19世紀末には市街地が拡張され、1900年にはバレンシア銀行が設立され、1921年にはバレンシア北駅が完成した。1909年にはバレンシア地方博覧会が開催されている。20世紀初頭のバレンシアは工業都市であり、絹産業は衰退したが、皮革製品・木材・金属の生産や、ワインや柑橘類の輸出などが行われた。第一次世界大戦では柑橘類の輸出不振がバレンシア経済に影響を与えた。
1936年のスペイン内戦勃発時にはスペイン人民戦線がバレンシアを確保。1936年11月7日には、マドリードにはフランシスコ・フランコ率いるナショナリスト派が猛攻撃を仕掛けたため、一時的にスペイン共和国の臨時首都となった（同年11月13日まで）。しかしながら1939年にはナショナリスト派がバレンシアを掌握した。フランコ独裁体制下ではバレンシア語の使用が禁じられた。
1949年にはトゥリア川の洪水で大きな被害を受け、1957年バレンシア洪水ではさらに深刻な被害を受けた。1960年代初頭には経済が回復し始め、爆発的な人口増加を経験した。1957年の洪水後にトゥリア川の河床移設が行われ、1980年には旧河床が長さ7kmにわたって公園となった。

### 現代
民主化後の1982年にはバレンシア州が設置され、バレンシアはバレンシア州の州都となった。バレンシア州政府はバレンシア語の教育を義務化している。1996年から2005年には、トゥリア川の旧河床に現代建築の集合体である芸術科学都市が建設された。1900年に213,550人だった人口は、2000年には739,014人に増加した。2006年7月3日にはメトロバレンシアでバレンシア地下鉄脱線事故が発生して43人が死去した。同時期にはローマ・カトリック教会の第5回世界家族大会が開催され、ローマ教皇ベネディクト16世がバレンシアを訪れた。2007年夏にはアメリカスカップが開催された。

## 政治

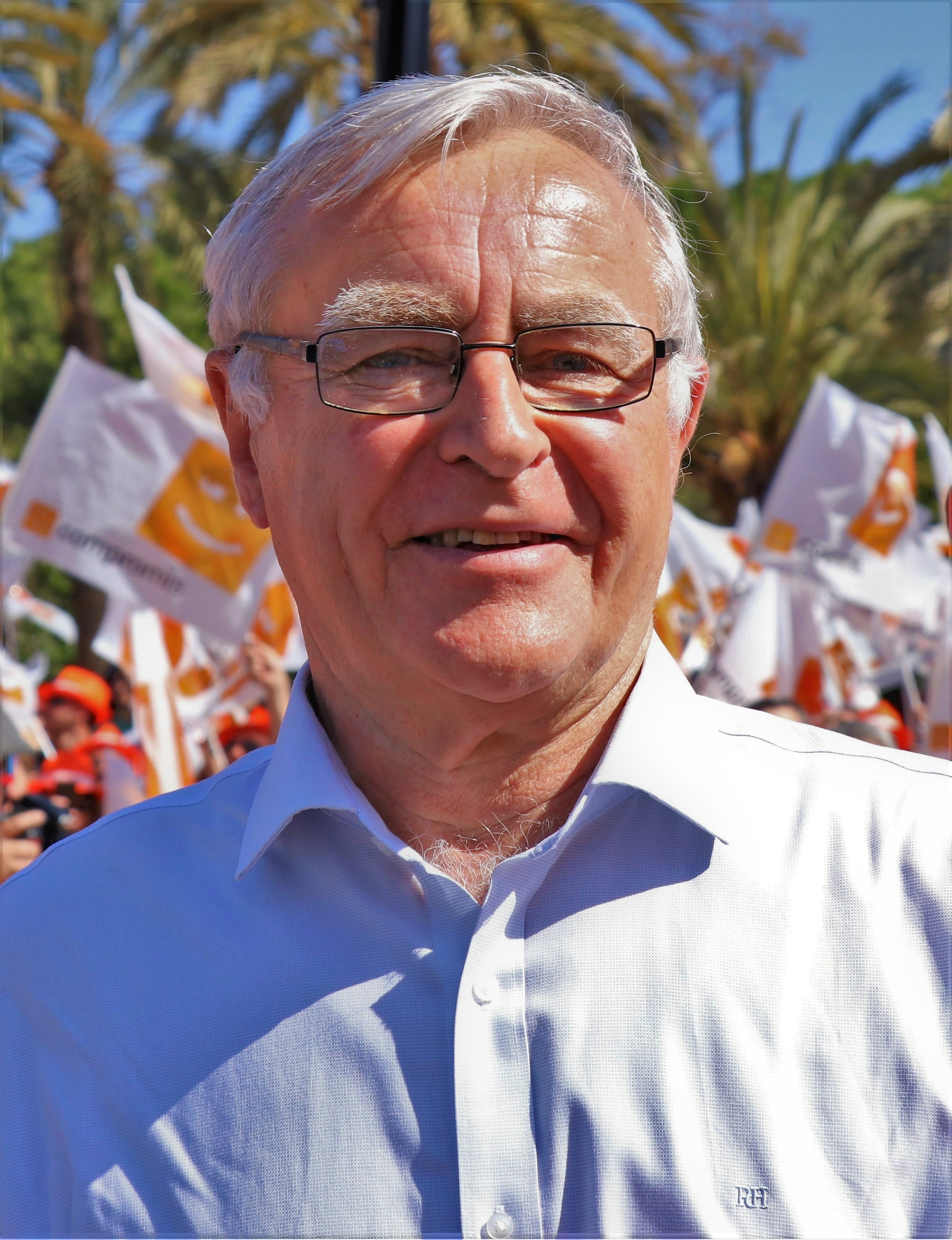
ジョアン・リボー、バレンシア市長

### 市長
| 代           | 名前                       | 就任年月      | 退任年月      |
| 市長（公選） | 市長（公選）               | 市長（公選）  | 市長（公選）  |
| ------------ | -------------------------- | ------------- | ------------- |
| 初代         | フェルナンド・マルティネス | 1979年4月19日 | 1979年10月5日 |
| 2代          | リカルト・ペレス・カサード | 1979年10月5日 | 1989年1月13日 |
| 3代          | クレメンティーナ・ロデナス | 1989年1月13日 | 1991年7月7日  |
| 4代          | リタ・バルベラ             | 1991年7月7日  | 2015年6月13日 |
| 5代          | ジョアン・リボー           | 2015年6月13日 | 在任中        |

### 市議会
2019年（令和元年）5月26日時点の会派構成は以下の通り。
| 会派名                         | 議席数 | 当選時の公認・推薦党派    |
| ------------------------------ | ------ | ------------------------- |
| コンプロミス・ペル・バレンシア | 10     | コンプロミス公認10名      |
| バレンシア州国民党             | 8      | 国民党公認8名             |
| バレンシア国社会党             | 7      | スペイン社会労働党公認7名 |
| 市民党                         | 6      | 市民党公認6名             |
| ヴォックス                     | 2      | ヴォックス公認2名         |

## 経済

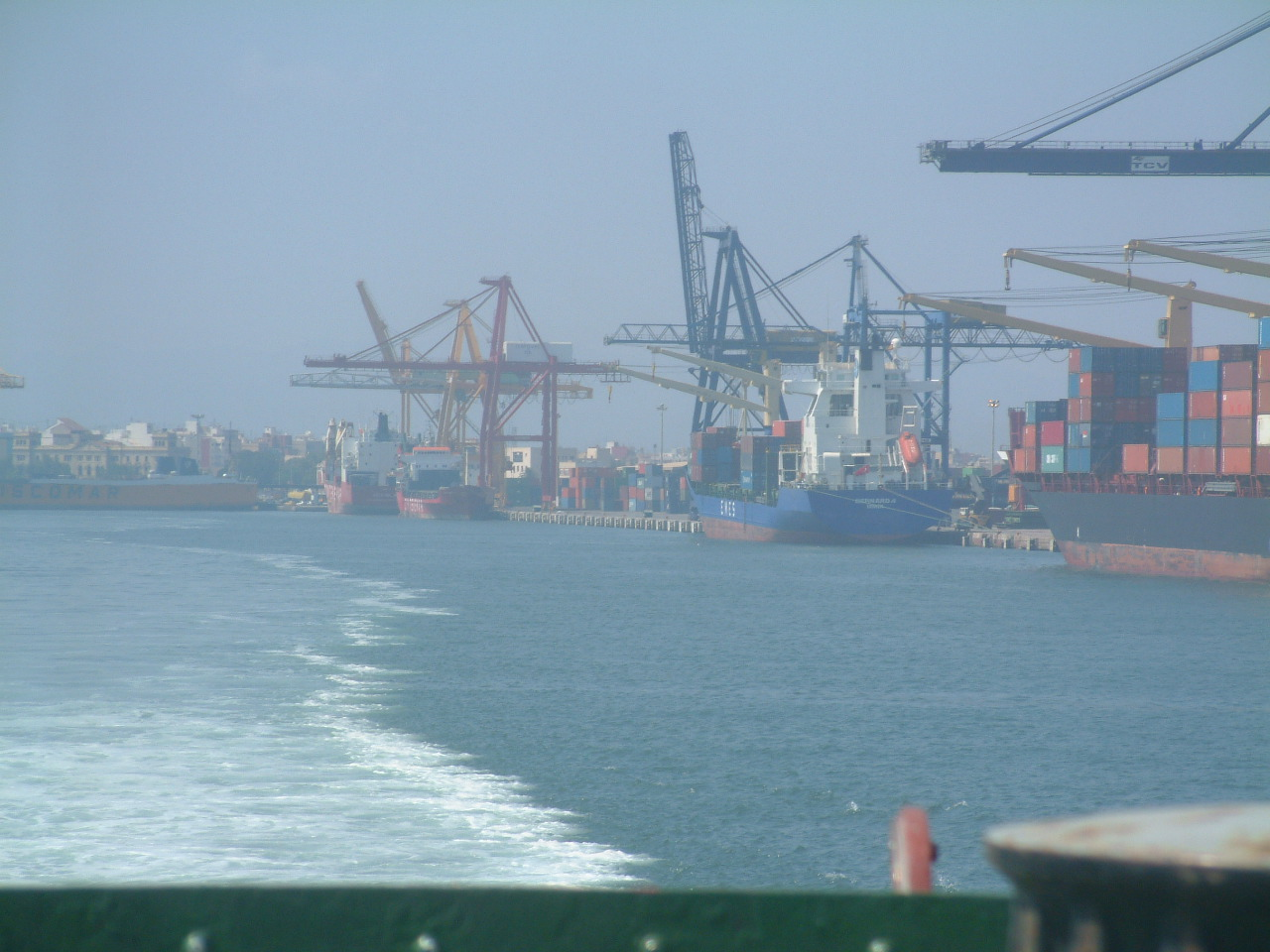
スペイン最大の港湾であるバレンシア港

イギリスの「グローバリゼーションと世界都市研究ネットワーク」(GaWC)は、世界都市格付けにおいてバレンシアを「ガンマ」に格付けしている。2011年のバレンシア都市圏の域内総生産は527億ドルであり、1人当たり28,141ドルだった。
バレンシア港は地中海西部最大の港であり、スペイン最大のコンテナ取扱量を持つ港であり、スペイン第2位の貨物総取扱量を持つ港である。スペインからの輸出品の約20%を取り扱っている。2017年6月には一帯一路戦略を推し進める中国の中遠海運港口に運営会社は買収された。

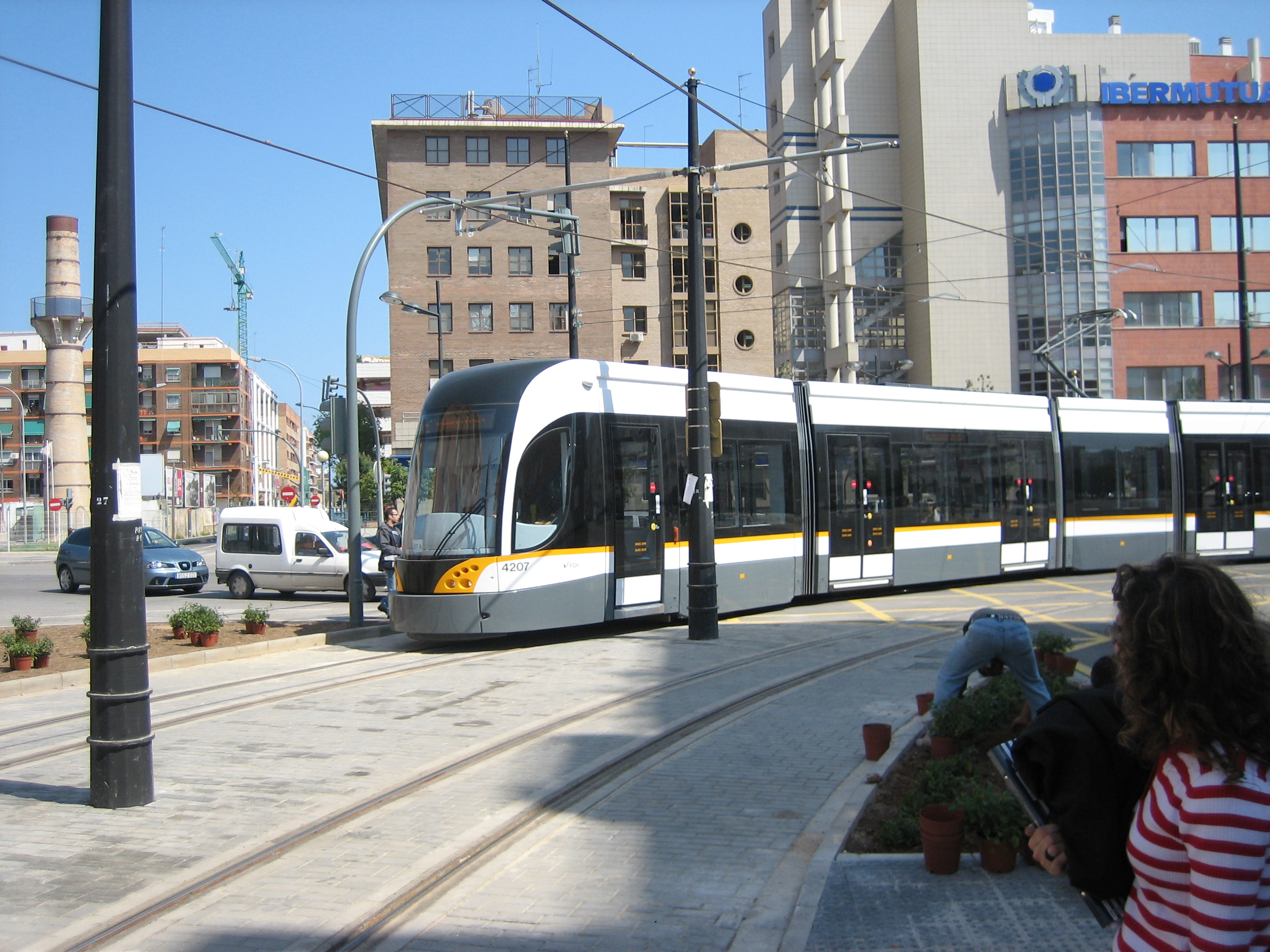
メトロバレンシアの地上走行部分

主要な輸出品はオレンジなどの食料品や飲料であり、その他には、家具、セラミックタイル、ファン、繊維製品、鉄製品などがある。バレンシアの製造業は冶金業、化学工業、繊維業、造船業、醸造業が中心である。地場産業は地域経済の重要な構成要素であり、経済危機以前の失業率はスペイン平均より低かった。1976年には バレンシア郊外のアルムサフェスにフォードの巨大工場が建設され、この工場ではフォードと資本提携関係にあったマツダも2003年から自動車生産を行っていた。世界的な大手企業ではADC、DACなどの設計、製造を手がける半導体メーカー アナログデバイセズ社の設計開発センターが存在する。
狭軌のバレンシア公営鉄道(FGV)、150km以上の路線網を持つメトロバレンシア、近郊鉄道のセルカニアス バレンシア、路線バスなどの公共交通機関がある。主要な鉄道駅はバレンシア北駅である。バレンシア市街地から9km西にはバレンシア空港が立地している。バレンシアの170km南にはアリカンテ＝エルチェ空港が立地している。バレンビシという名称のレンタサイクルシステムが稼働しており、2012年時点で250のステーションに2,750台の自転車が設置されている。

## 社会

### 教育

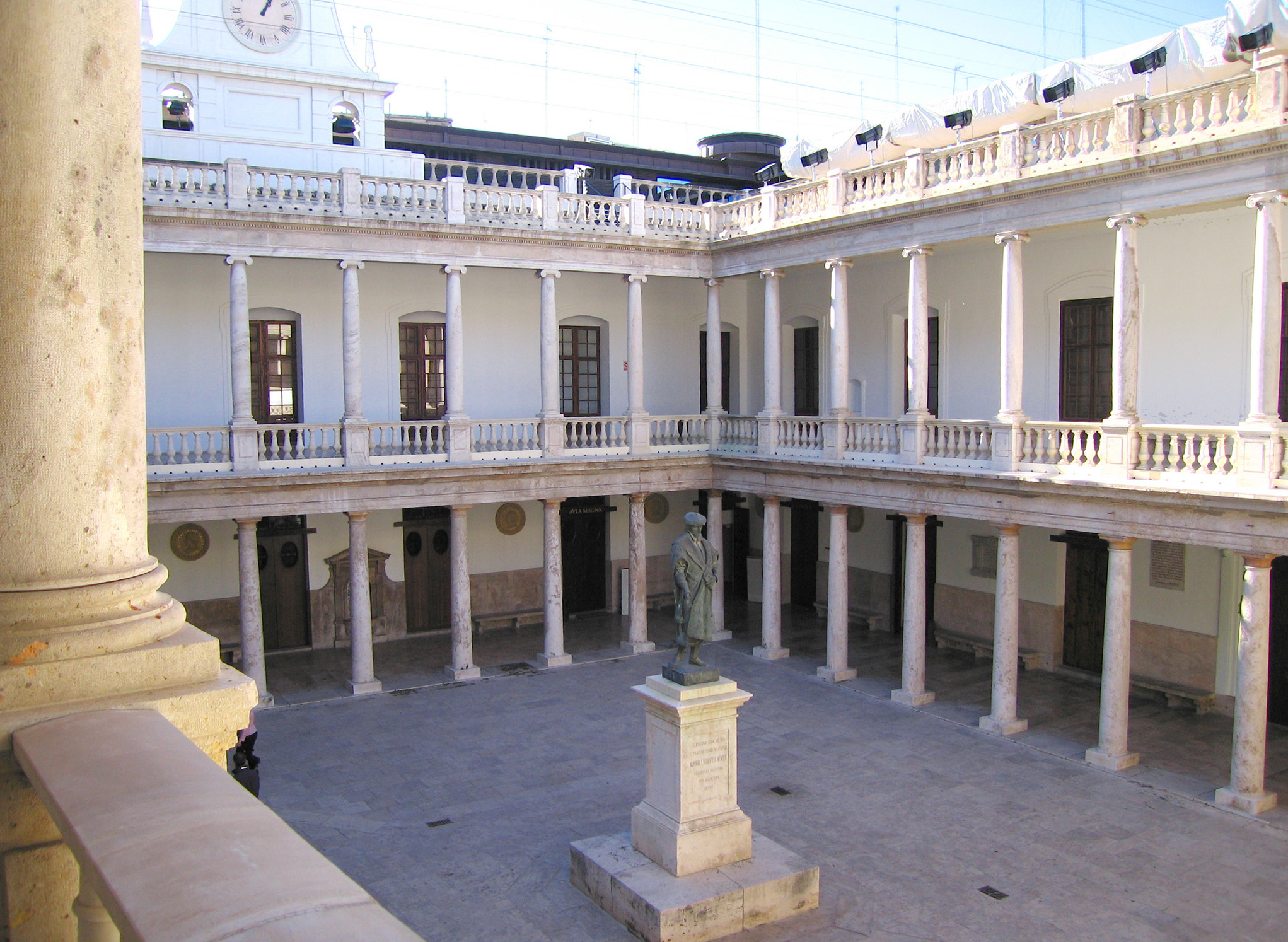
スペイン有数の歴史を持つバレンシア大学

1499年に設立されたバレンシア大学は、スペインに現存するもっとも古い大学のひとつである。芸術学、人文学、工学、健康科学、科学、社会科学などあらゆる分野を学ぶことができ、約55,000人（学士課程45,000人・大学院課程10,000人）の学生が在学している。2015年の世界大学学術ランキングでは、世界301-400位、スペイン6-8位の大学に位置付けられた。アメリカ合衆国のボストンに本部を置くバークリー音楽大学は、2012年に芸術科学都市のソフィア王妃芸術宮殿に新キャンパスを開設した。

### 言語

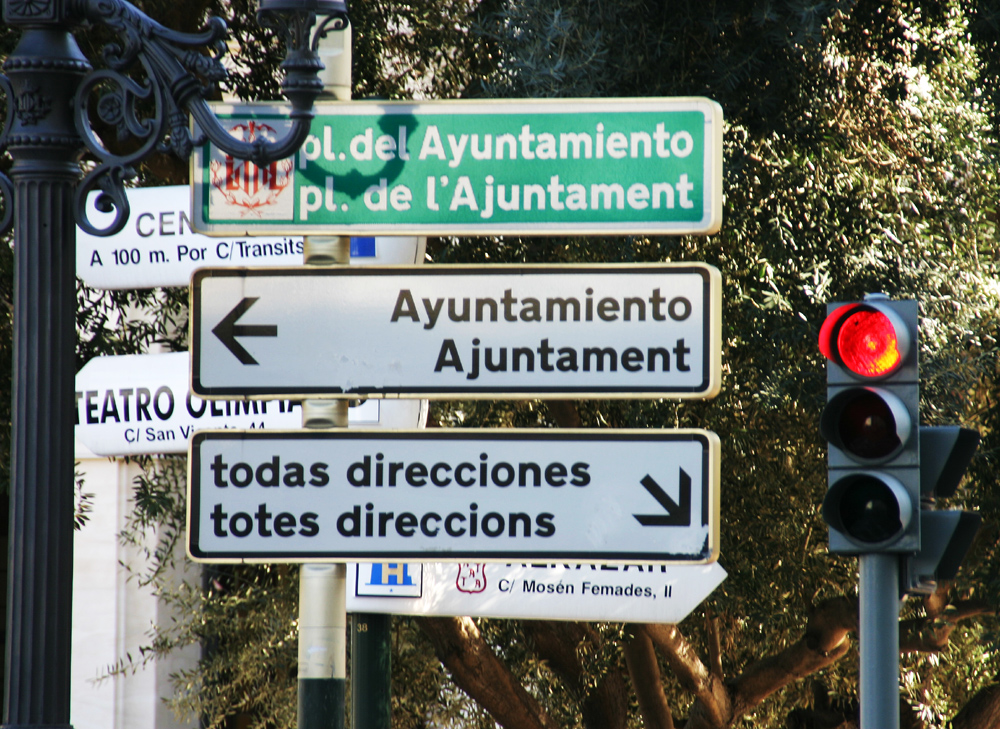
スペイン語とバレンシア語の2言語が併記された看板

スペインの国家公用語はスペイン語であり、バレンシア州の自治州公用語はバレンシア語であるため、バレンシア市の公用語はスペイン語とバレンシア語の2言語である。バレンシア語が独立した言語であるか、カタルーニャ語の方言であるかは、長らく議論の対象となっている。バレンシアはバルセロナに次いでカタルーニャ語圏第2の大都市である。
市内ではバレンシア語よりスペイン語が優勢であるが、その教育システムのおかげで大半のバレンシア市民は両言語についての基礎知識を有している。メトロバレンシアはの表示や放送はバレンシア語が優先され、新たに通りの名称を設定する場合にはバレンシア語で命名されている。自治体内にある70以上の州立学校がバレンシア語のみで教育を行っており、バレンシア大学はバレンシア語であらゆる学問分野を学ぶことができる。

## 文化
ロペ・デ・ベガの戯曲『バレンシアの寡婦』はバレンシアを舞台としている。ソビエト連邦での上演の際にアラム・ハチャトゥリアンが劇付随音楽を作曲し、後に演奏会用組曲としている。

### 祝祭

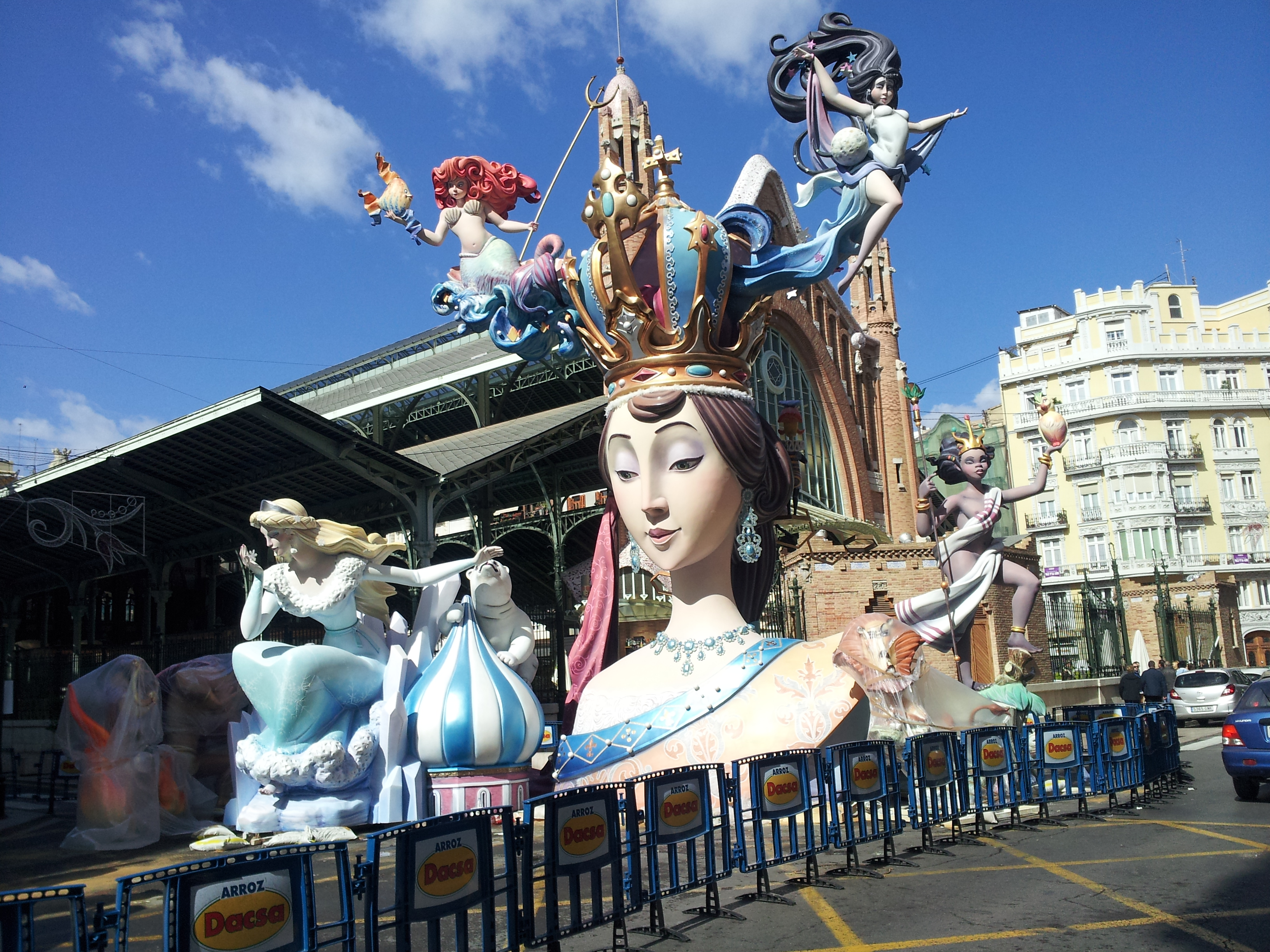
ファジェスの様子

毎年3月に行われるファジェス（サン・ホセの火祭り）は、パンプローナのサン・フェルミン祭（牛追い祭り）、セビリアのフェリア・デ・アブリル（春祭り）とともに「スペイン3大祭り」のひとつであり、国際観光行事に指定されている。3月はじめから行われる祭りでは、大小約600のファジェ（張子人形）が町中に飾られ、最終日である3月19日（聖ヨセフの日）にはほぼ全てのファジェが焼き払われる。

### 食文化
バレンシア料理は地中海料理に分類され、近隣のバレアレス料理、カタルーニャ料理、アラゴン料理、マンチェゴ料理（ラ・マンチャ）、ムルシア料理から影響を受けている。典型的なバレンシア料理には、パエリア、魚介類や肉類（鶏肉・ウサギ肉）を添えた煮込みご飯料理、甘いペイストリーのファルトン、揚げ菓子のブニュエロ、トルティージャ、ピンチョス、スティックパンのロスキリェータス、イカフライなどがある。バレンシアは大麦を使用した飲料のオルチャータ発祥の地である。

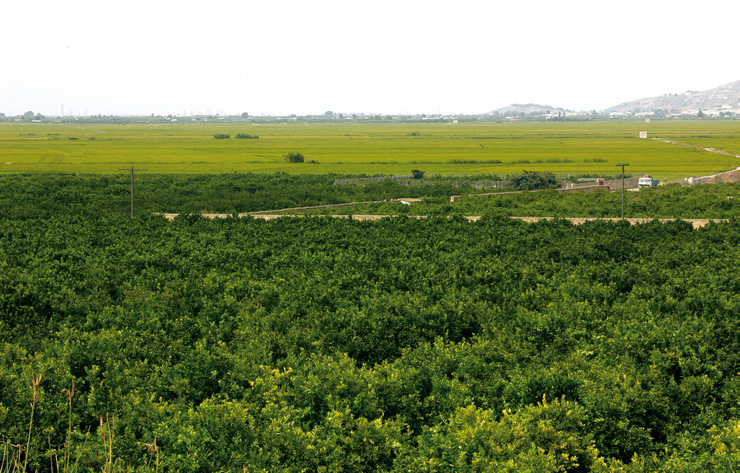
バレンシア近郊のオレンジ畑
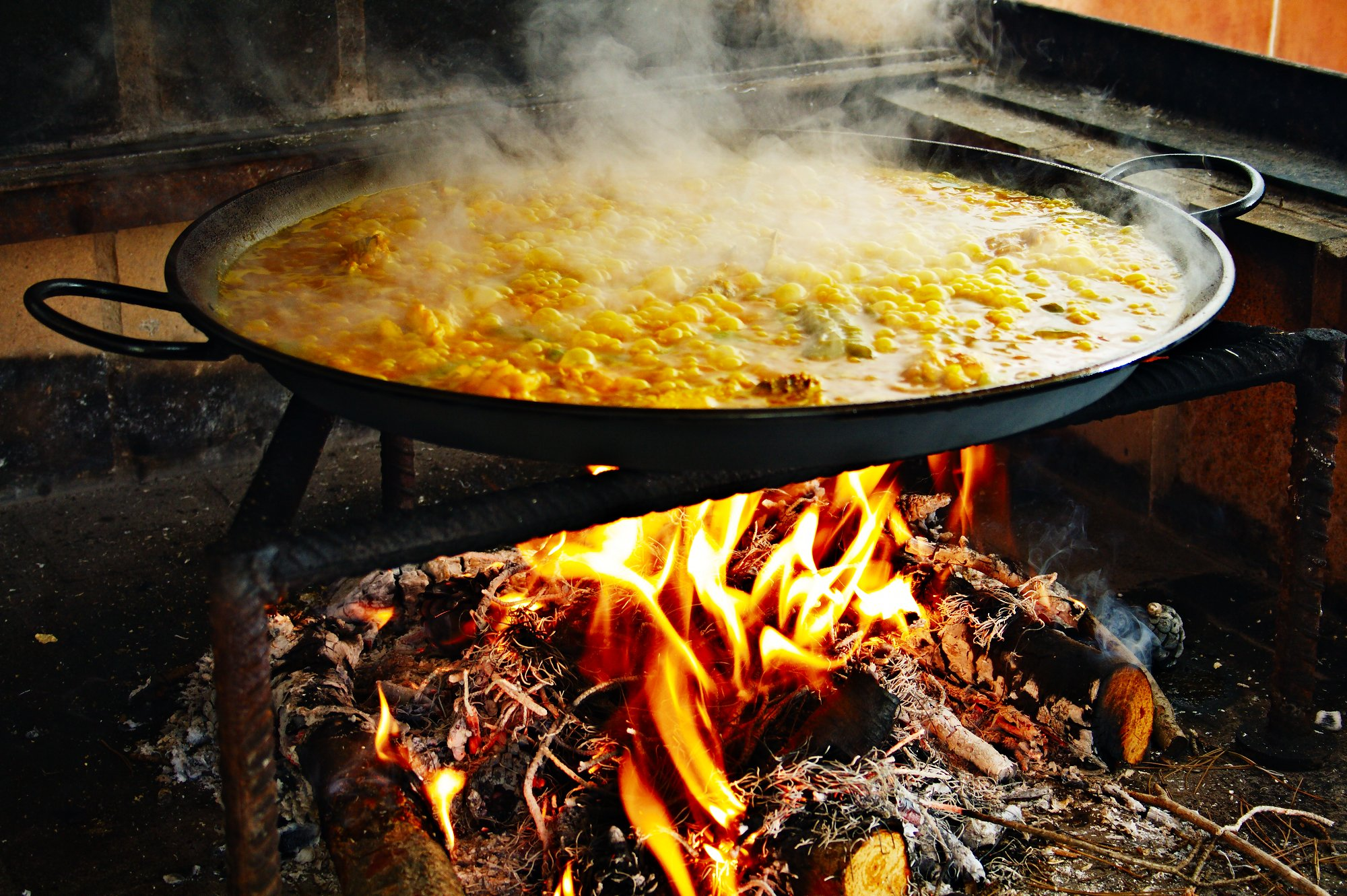
伝統的なバレンシア風パエリア
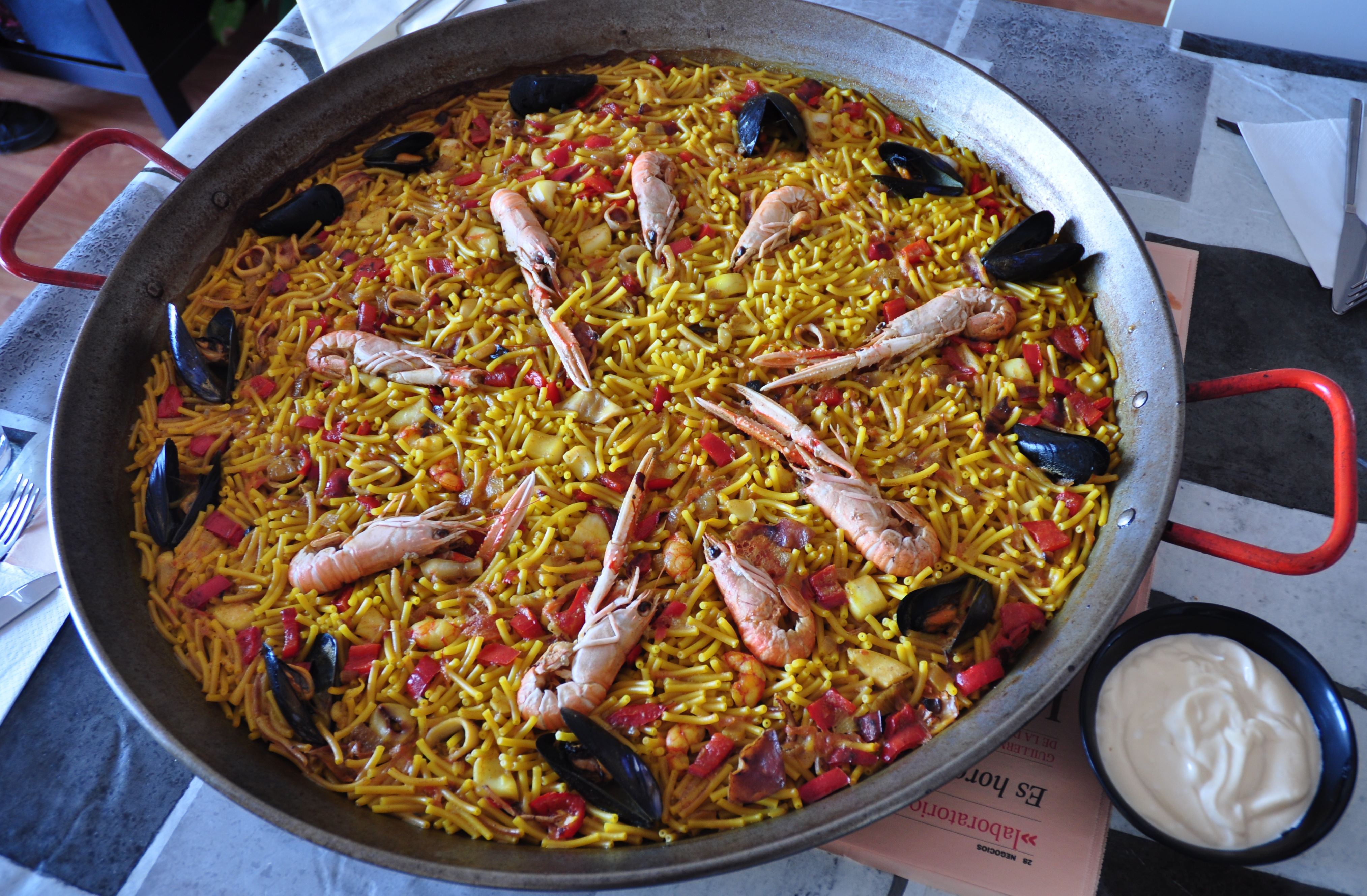
パスタを用いたパエリアのフィデウアー
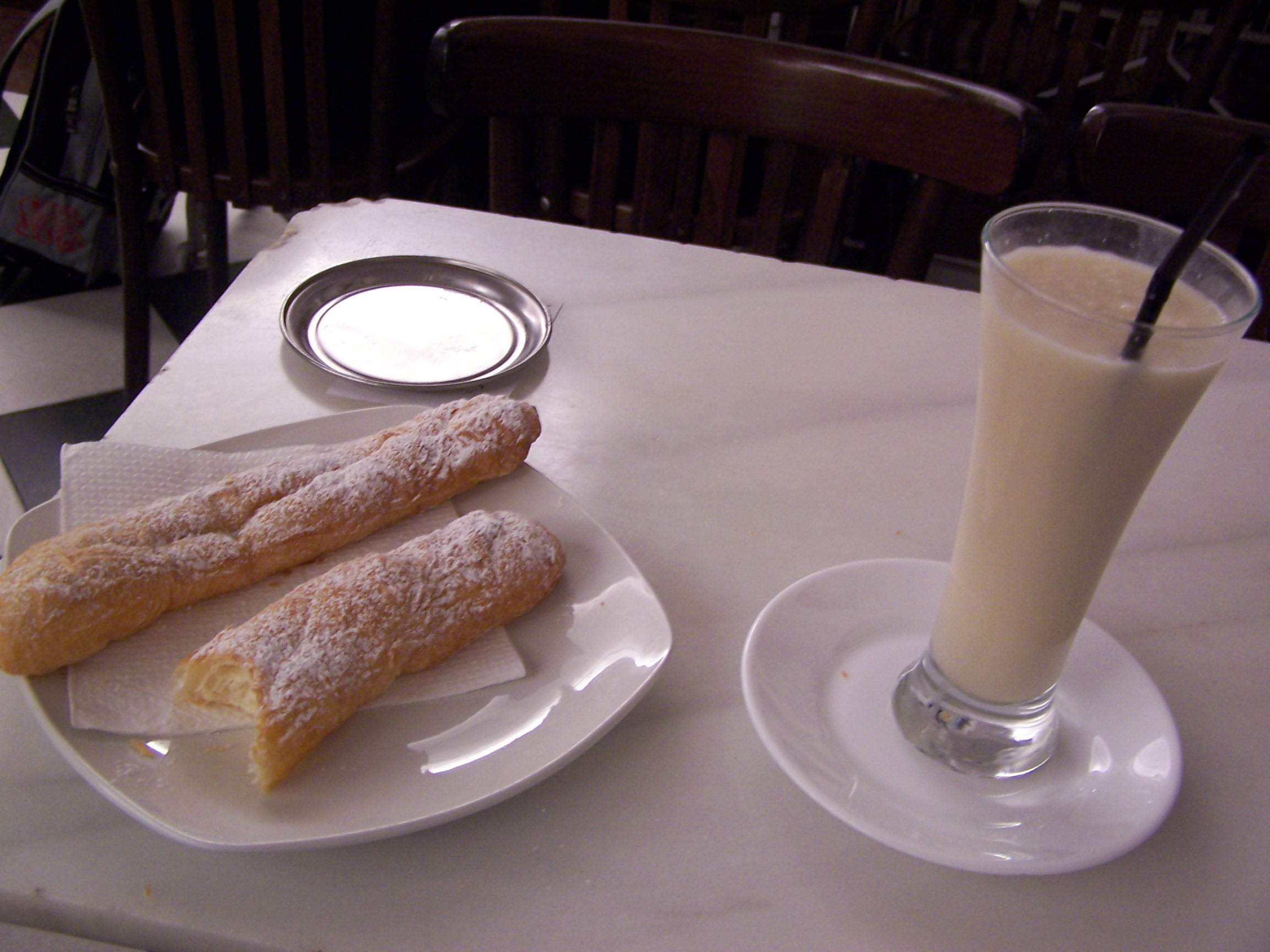
オルチャータ（右）とファルトン（左）

### スポーツ
| クラブ                       | 競技                   | リーグ                      | 設立年 |
| ---------------------------- | ---------------------- | --------------------------- | ------ |
| バレンシアCF                 | サッカー               | プリメーラ（1部）           | 1919   |
| レバンテUD                   | サッカー               | プリメーラ（1部）           | 1909   |
| バレンシアBC                 | バスケットボール男子   | ACB（1部）                  | 1986   |
| ロス・カサレス・バレンシア   | バスケットボール女子   | リーガ・フェミニーナ（1部） | 1996   |
| バレンシア・ジャイアンツ     | アメリカンフットボール | LNFA（1部）                 | 2003   |
| バレンシア・ファイアーバッツ | アメリカンフットボール | LNFA（1部）                 | 1993   |
| バレンシアFS                 | フットサル             | テルセーラ（3部）           | 1983   |
| CRレス・アベリェス           | ラグビーユニオン       | オノールB（2部）            | 1971   |
| CAUラグビー・バレンシア      | ラグビーユニオン       | オノールB（2部）            | 1973   |
| RCバレンシア                 | ラグビーユニオン       | オノールB（2部）            | 1966   |

バレンシアCFは国際的な成功を収めたサッカークラブであり、リーガ・エスパニョーラでは6回、UEFAカップウィナーズカップとUEFAカップでは1回ずつ、インターシティーズ・フェアーズカップとUEFAスーパーカップでは2回ずつ優勝している。バレンシアCFはメスタージャをホームスタジアムとしている。バレンシアCFの都市内ライバルはレバンテUDであり、レバンテUDはエスタディオ・シウダ・デ・バレンシアをホームスタジアムとしている。2011年にはバレンシア第3のサッカークラブとしてウラカン・バレンシアCFが設立され、2014年まではバレンシア近郊のマニゼスの、2014年からはトレントのスタジアムで試合を行っている。
アメリカンフットボールのスペイン1部リーグであるLNFAに2クラブが在籍している唯一の都市がバレンシアである。バレンシア・ファイアーバッツとバレンシア・ジャイアンツが本拠地を置いており、両者ともにハルディン・デル・トゥリアをホームスタジアムとしている。ファイアーバッツは3回全国優勝している。
2008年から2012年まで、バレンシア市街地コースでF1のヨーロッパグランプリが開催された。市街地コースでF1グランプリを開催したヨーロッパの都市は、バレンシア、バルセロナ、ポルト、モンテカルロ（モナコ）の4都市のみである。1999年からはロードレース世界選手権のバレンシアグランプリがバレンシア・サーキットで開催されている。定期的にドイツツーリングカー選手権(DTM)のスペインラウンドがバレンシアで開催されている。
バスケットボールクラブとしてはバレンシア・バスケットクラブが本拠地を構える。2007年にはヨット競技の第32回アメリカスカップが開催され、2010年の第33回大会もバレンシアで開催された。プロテニスのATPツアーであるバレンシア・オープン500が開催されている。

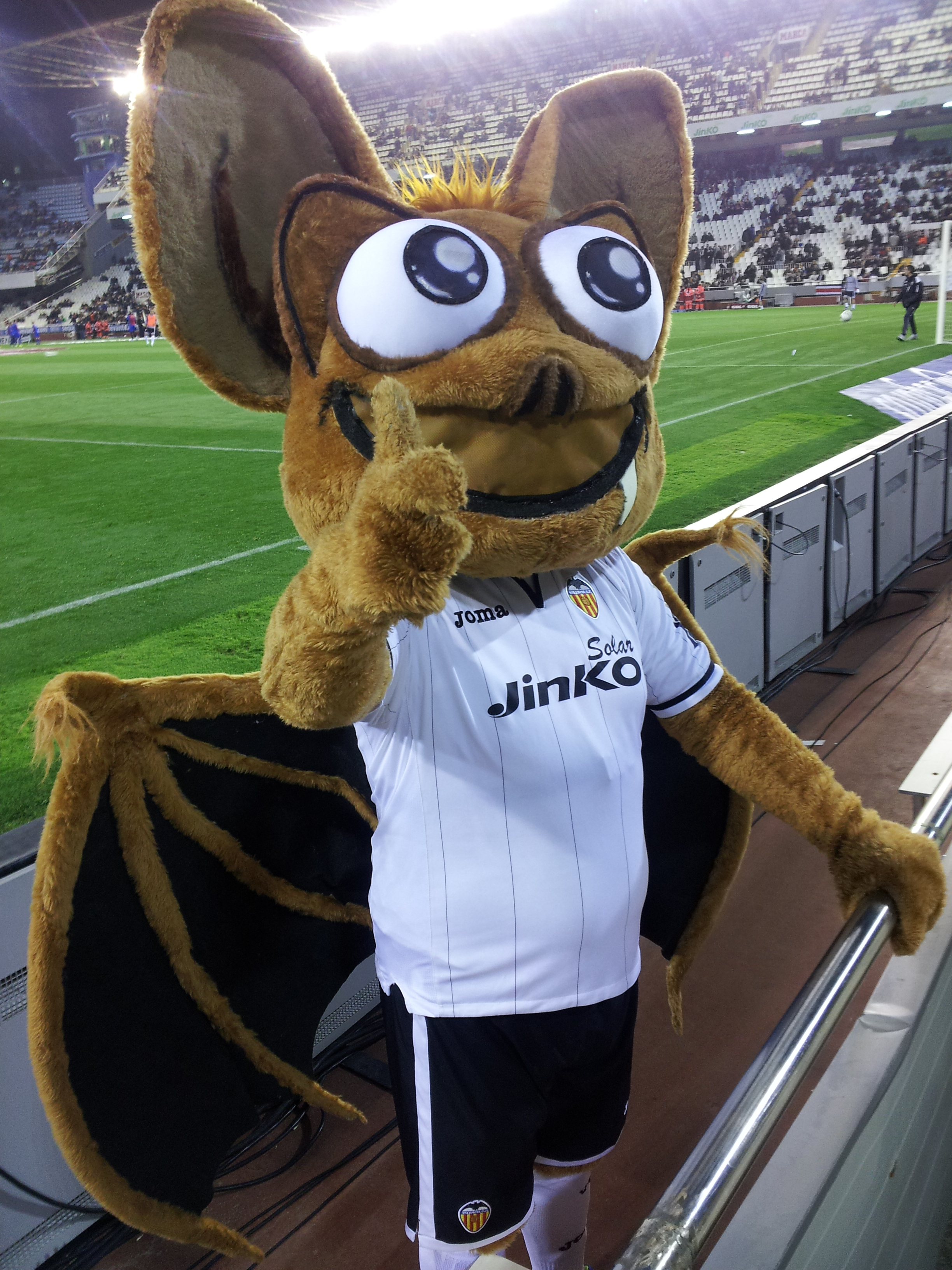
スペインを代表するサッカークラブのバレンシアCF
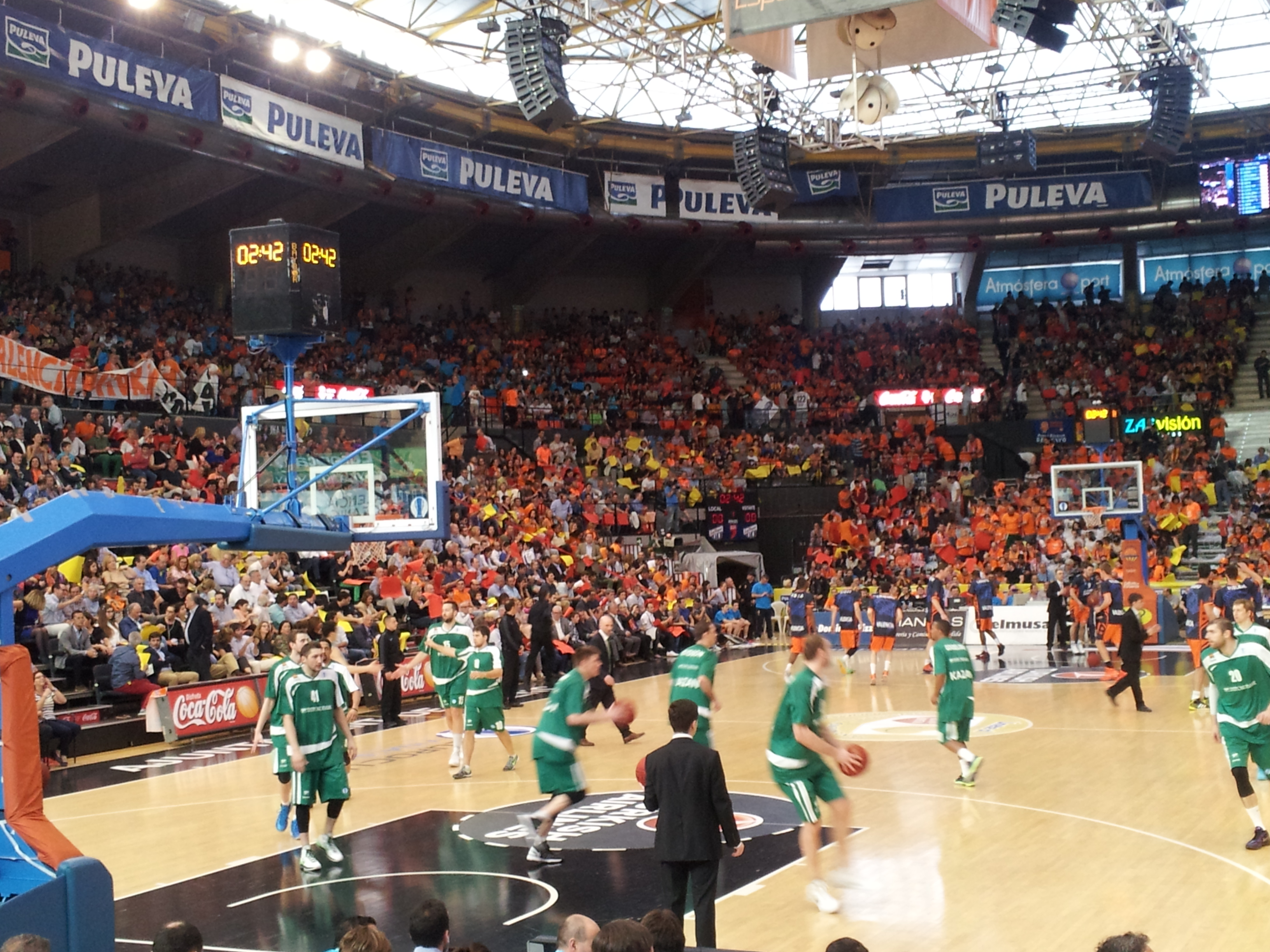
パベリョー・ムニシパル・フォント・デ・サン・リュイス
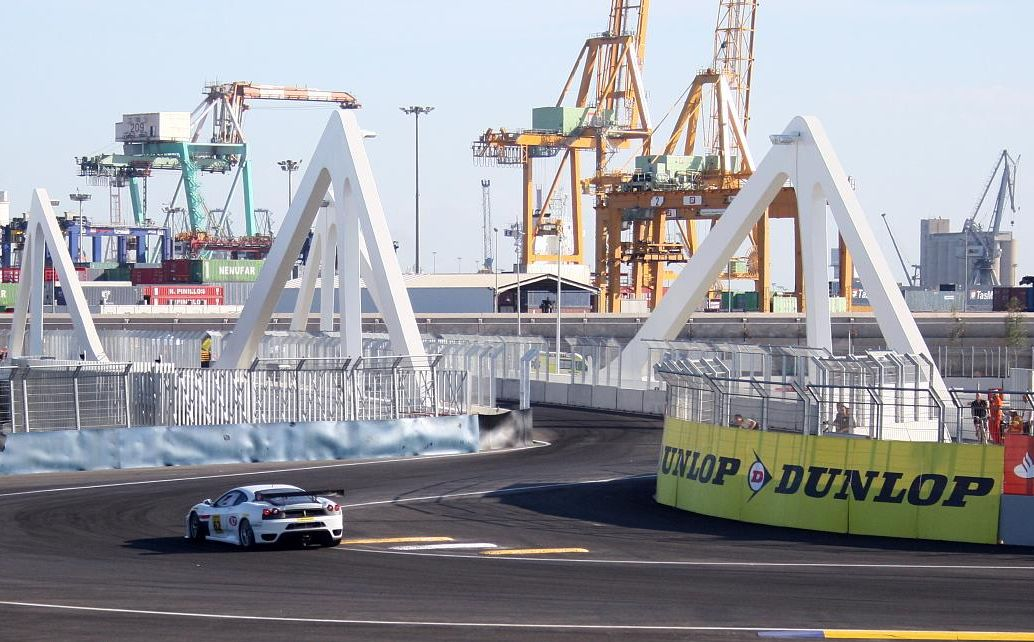
バレンシア市街地コース

## 観光

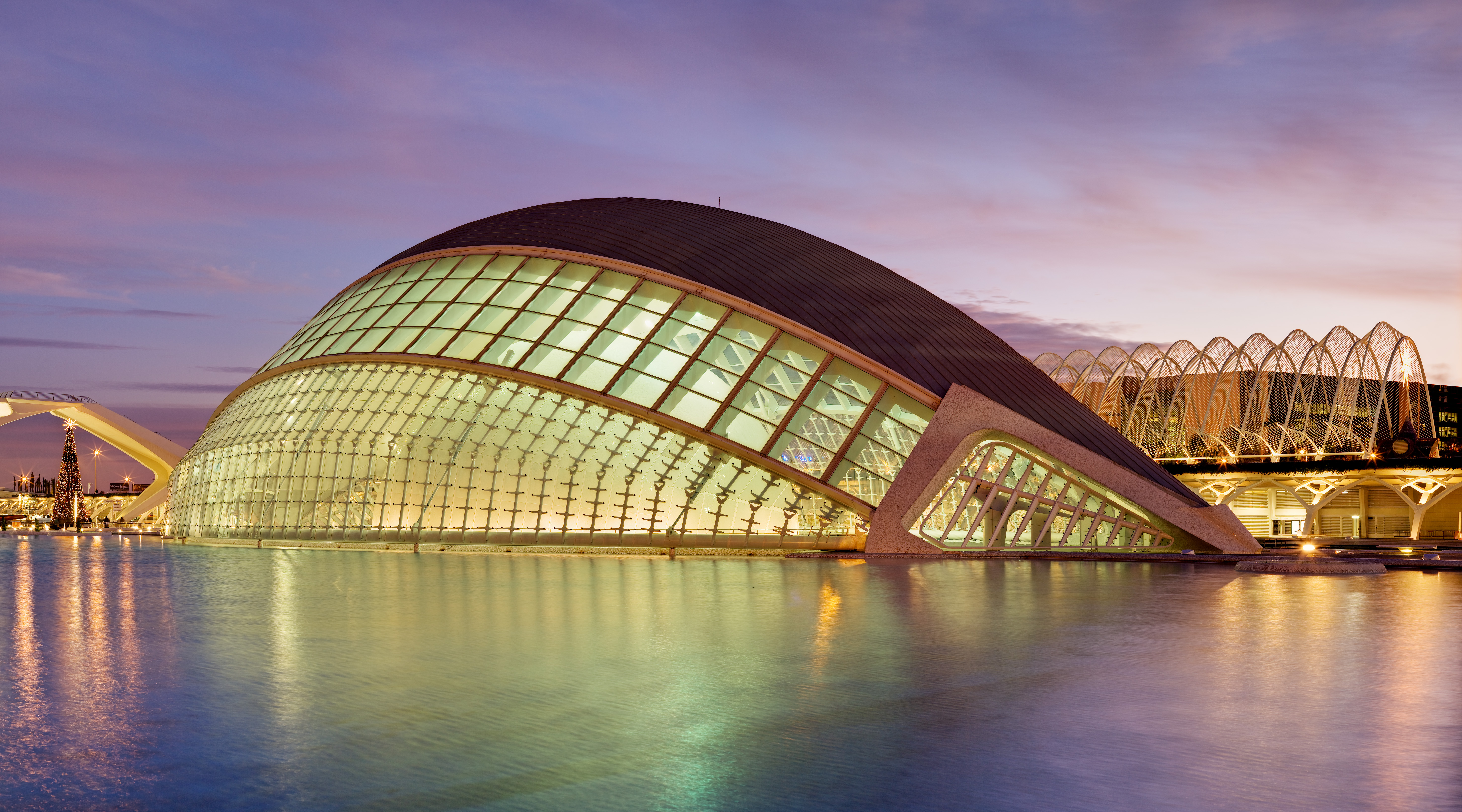
芸術科学都市のレミスフェリック

- バレンシア大聖堂 : 13世紀から15世紀にかけて建設された。基本的にはゴシック建築だが、バロック建築とロマネスク建築の様式も混じっている。聖杯が納められている。
  - ミゲレテの塔（スペイン語版） : バレンシア大聖堂の角にある塔。
- ラ・ロンハ : 「絹の交易所」の意。1482年から1533年にかけてイスラム王宮跡に建てられた、華やかなゴシック様式の交易所である[61]。1996年にはユネスコの世界遺産に登録された[61]。
- 芸術科学都市 : サンティアゴ・カラトラバの設計により1996年に建設が開始され[62]、2005年に完成した。
  - ソフィア王妃芸術宮殿（英語版） : 劇場。
  - レミスフェリック（スペイン語版） : 映画館・プラネタリウム・レザリアム。
  - ルンブラクレ（英語版） : 庭園。
  - フェリペ王子科学博物館（英語版） : 科学博物館。
  - オセアノグラフィック（英語版） : ヨーロッパ最大の水族館。設計はフェリックス・キャンデラ。
- バレンシア民族学博物館（英語版）
- ピウス5世現代美術館（英語版）
- バレンシア歴史博物館（英語版）
- ゴンサーレス・マルティ国立陶器・装飾芸術博物館
- アルブフェーラ自然公園 - バレンシア郊外にある。

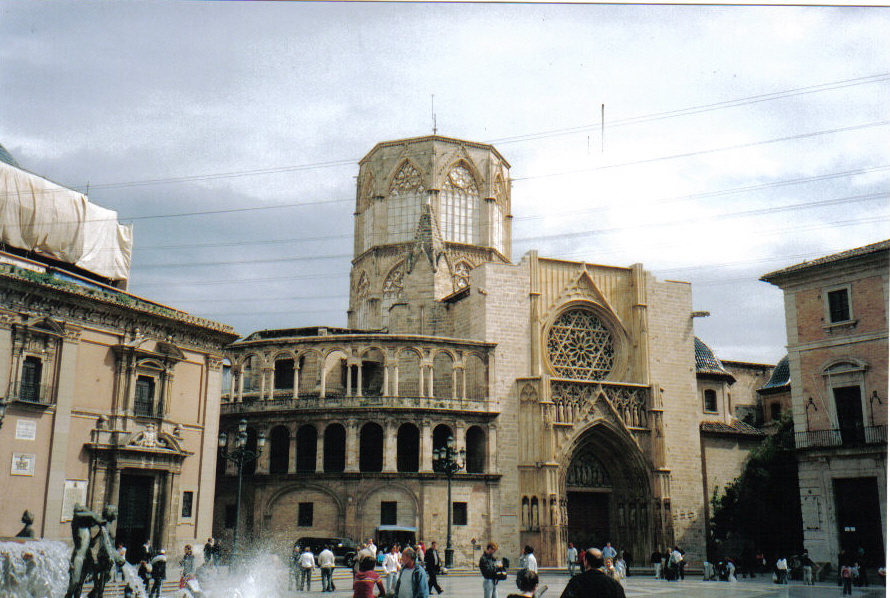
バレンシア大聖堂
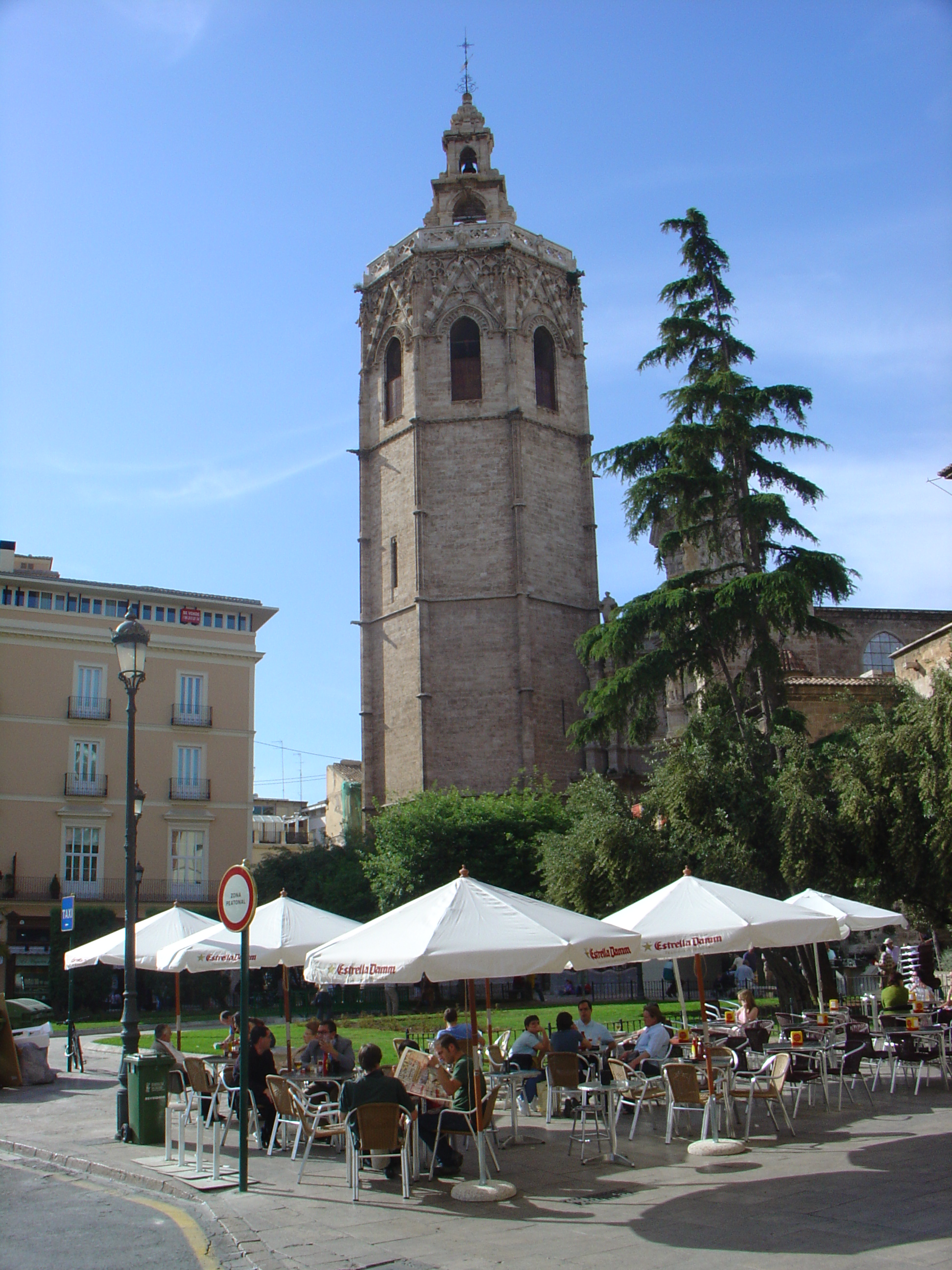
ミゲレテの塔
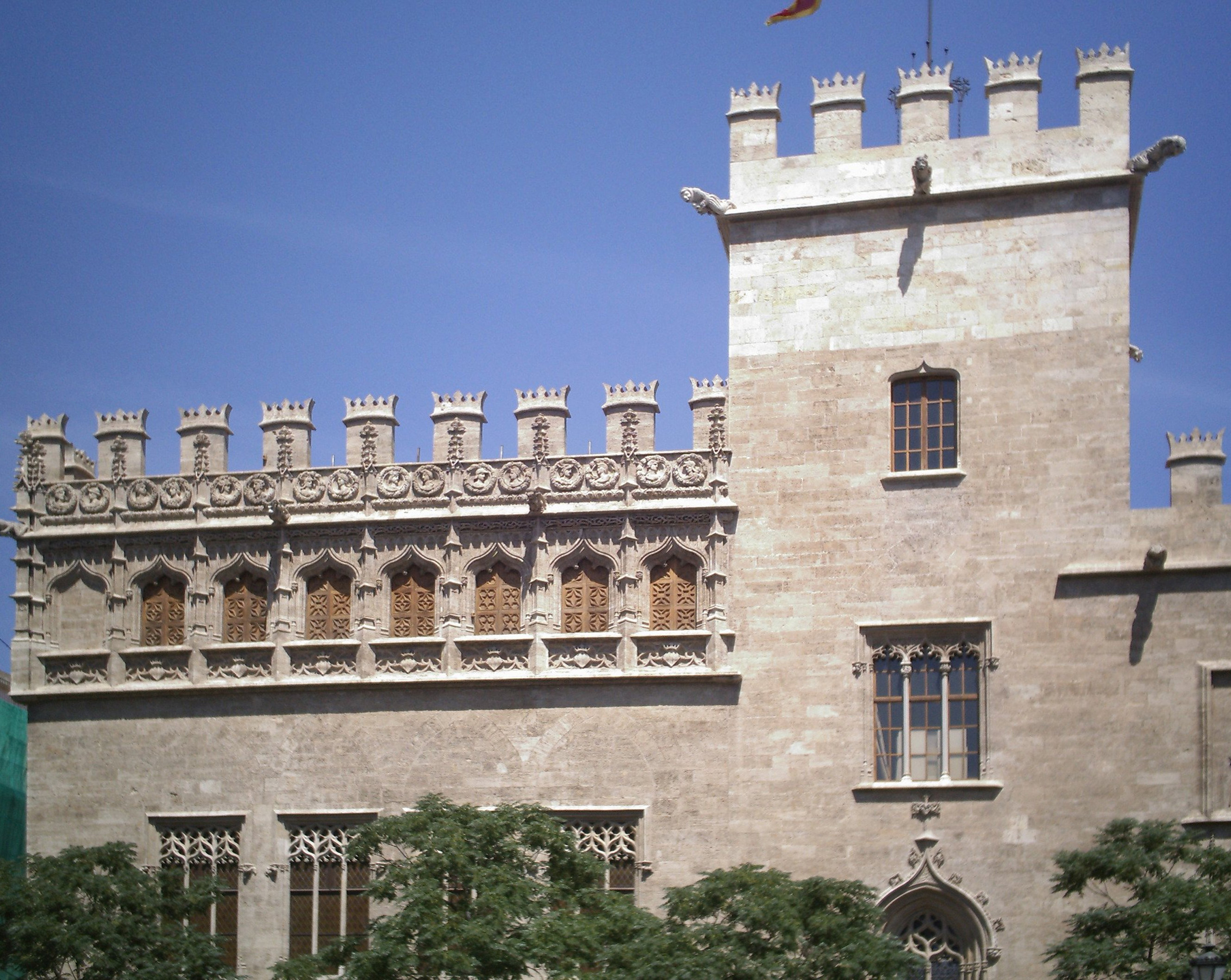
ラ・ロンハ・デ・ラ・セダ
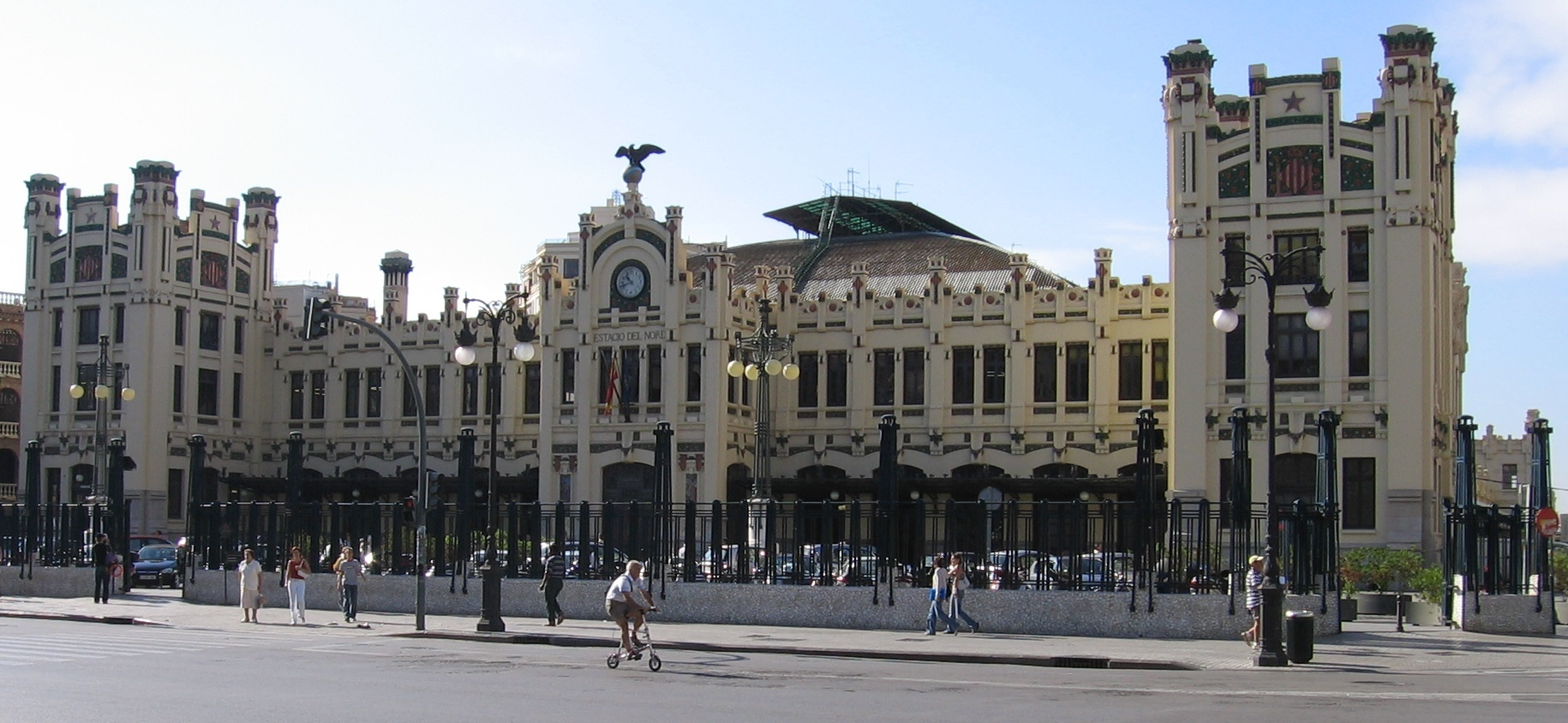
バレンシア中央駅
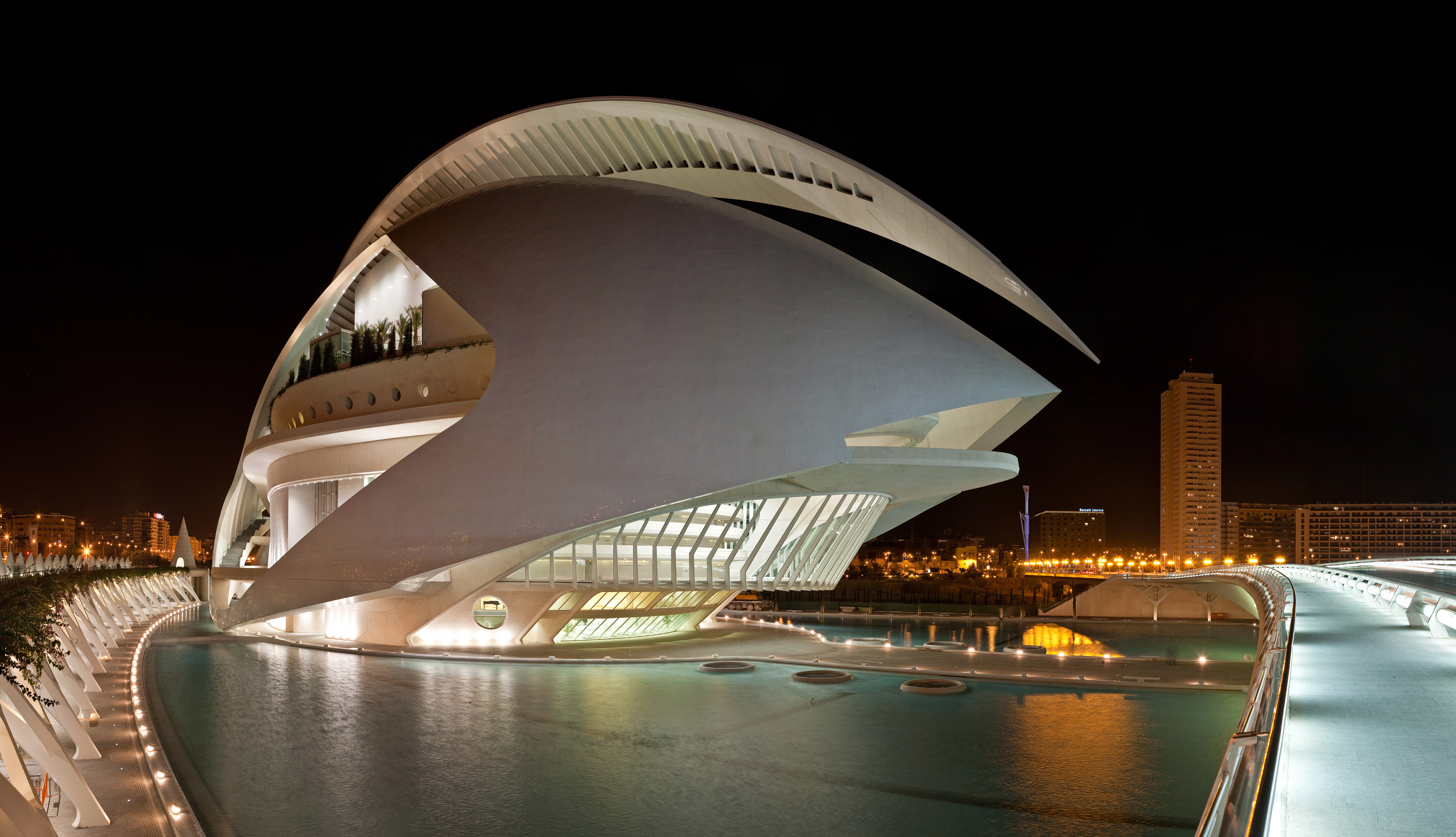
芸術科学都市のソフィア王妃芸術宮殿

## 出身人物
- イブン・アル＝アバル（英語版）(1199–1260) : 詩人・外交官。
- ペドロ3世(1239-1285) : アラゴン王・バレンシア王・バルセロナ伯。
- アルフォンソ3世(1265-1291) : アラゴン王・バレンシア王・バルセロナ伯。
- ハイメ2世(1267-1327) : アラゴン王・バレンシア王・バルセロナ伯。
- ビセンテ・フェレール(1350-1419) : ドミニコ会修道士。
- カリストゥス3世(1378-1458) : 第209代ローマ教皇。
- アウジアス・マルク（英語版）(1400-1459) : 詩人。
- ジュアノット・マルトゥレイ（英語版）(1413–1468) : 小説家。
- アレクサンデル6世 (ローマ教皇)(1431-1503) : 第214代ローマ教皇。
- ジョアン・ルイス・デ・クレーリャ（英語版）(1435-1497) : 詩人・著作家。
- ルイス・デ・サンタンヘル（英語版）(????-1498) : 財務大臣。
- フアン・ルイス・ビベス(1492-1540) : 人文学者・教育者。
- コスメ・デ・トーレス(1510-1570) : 宣教師。
- ギリェン・デ・カストロ（英語版）(1569-1631) : 劇作家。
- アントニオ・ホセ・カヴァニレス(1745-1804) : 植物学者・博物学者。
- ビセンテ・マルティーン・イ・ソレル(1754-1806) : 作曲家。
- ラファエル・グアスタビーノ（英語版）(1842-1908) : 建築家。
- ジュアキン・リュレンス・フェルナンデス・デ・コルドバ（英語版）(1854–1930) : 軍人・政治家。
- ホセ・ベンリウレ・イ・ヒル（英語版）(1858-1937) : 画家。
- クンセプシオン・アレイシャンドラ（英語版）(1862-1952) : 教育者・医師。
- ホアキン・ソローリャ(1863-1923) : 画家。
- エンリケ・シモネ(1866–1927) : 画家。
- ビセンテ・ブラスコ・イバニェス(1867-1928) : 小説家。
- ジュゼップ・マリア・バジャリ（英語版）(1886-1970) : 著作家・詩人。
- マヌエル・パラウ(1893-1967) : 作曲家。
- ホセ・イトゥルビ（英語版）(1895-1980) : 指揮者・ピアニスト。
- エンリーク・ヴァロール・イ・ヴィーヴェス(1911-2000) : 著述家・文法学者。
- マヌエル・サンチス・イ・グアルネール（英語版）(1911-1981) : 文献学者・歴史学者・著作家。
- ルイス・ガルシア・ベルランガ(1921-2010) : 映画監督・脚本家。
- ジョアン・フステル(1922-1992) : 著作家。
- ライモン（英語版）(1940-) : 作曲家・歌手。
- ニーノ・ブラーボ（英語版）(1944-1973) : ポップ歌手。
- マリーア・テレサ・フェルナンデス・デ・ラ・ベガ（英語版）(1949-) : 政治家。スペイン初の女性副首相。
- ペリス・カルボネイ（英語版）(1957-) : 画家・彫刻家。
- サルバドール・ラロッカ（英語版）(1964-) : コミック作家。
- フランシスコ・モリーナ(1970-) : サッカー選手。
- ラモン・テバル（英語版）(1978-) : 指揮者・ピアニスト。
- ホス・デ・ソラウン・ソト（英語版）(1981-) : ピアニスト。
- ビセンテ・ロドリゲス(1981-) : サッカー選手。
- ロベルト・ソルダード(1985-) : サッカー選手。
- ビクトル・クラベール(1988-) : バスケットボール選手。

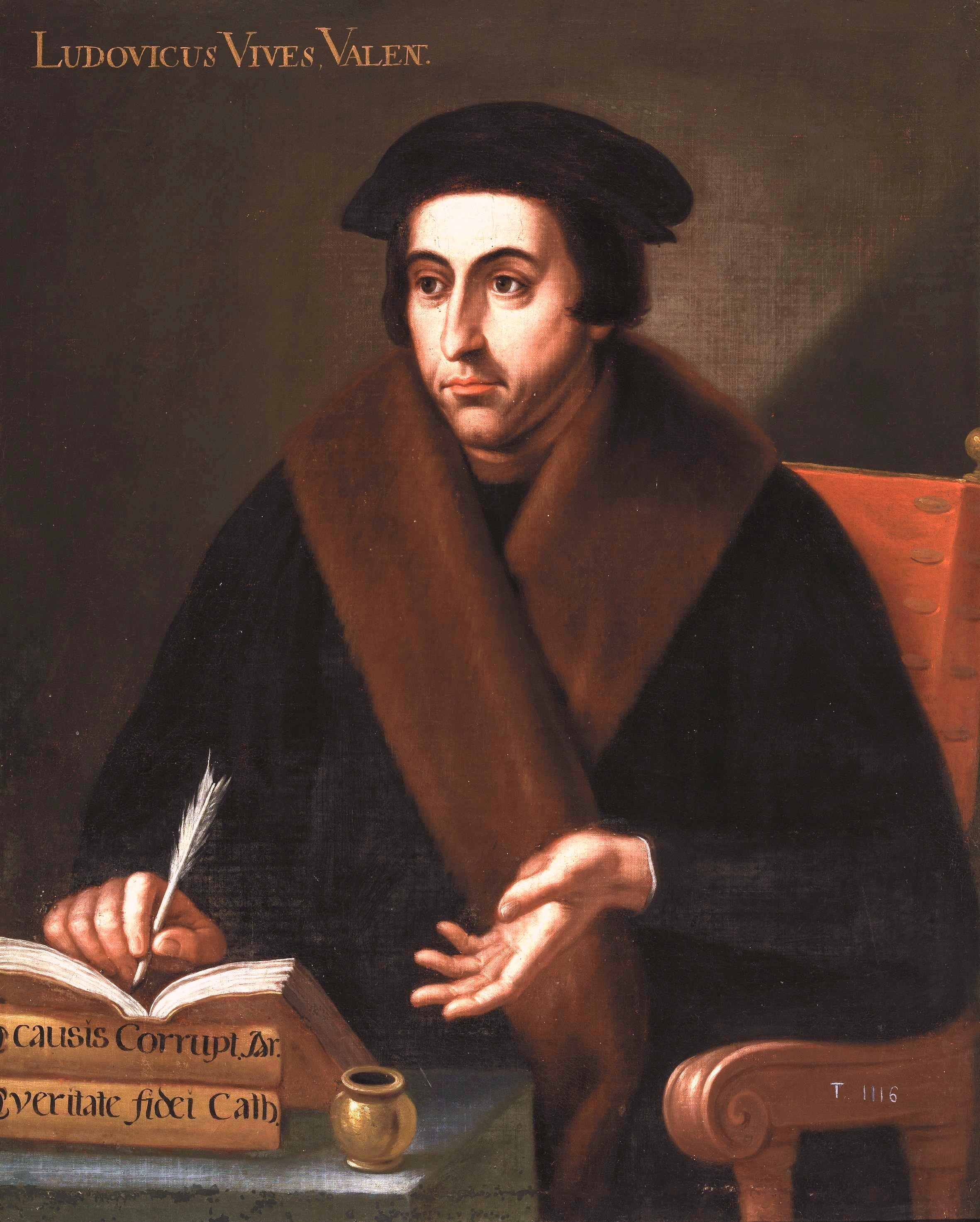
人文学者のフアン・ルイス・ビベス
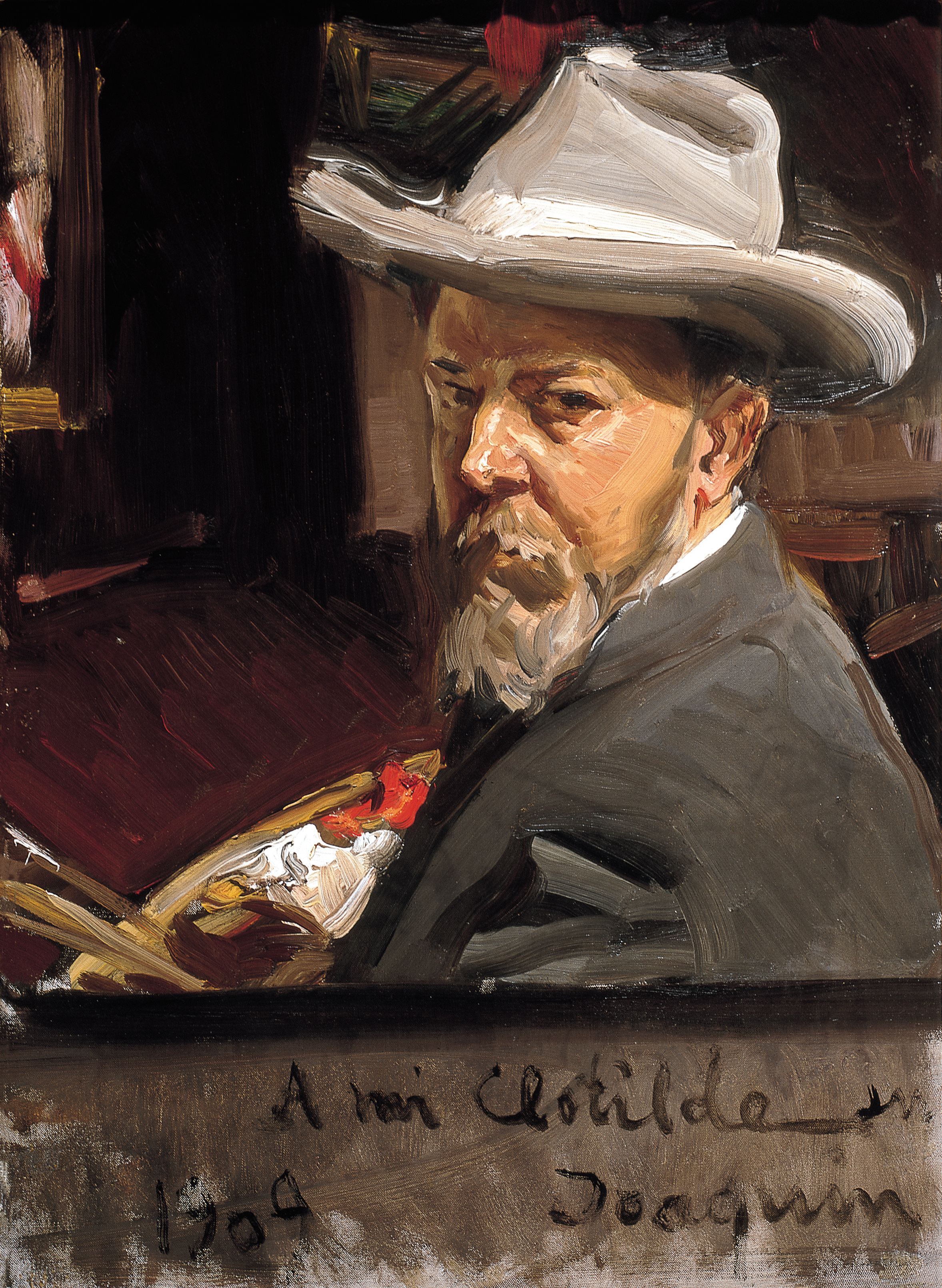
画家のホアキン・ソローリャ
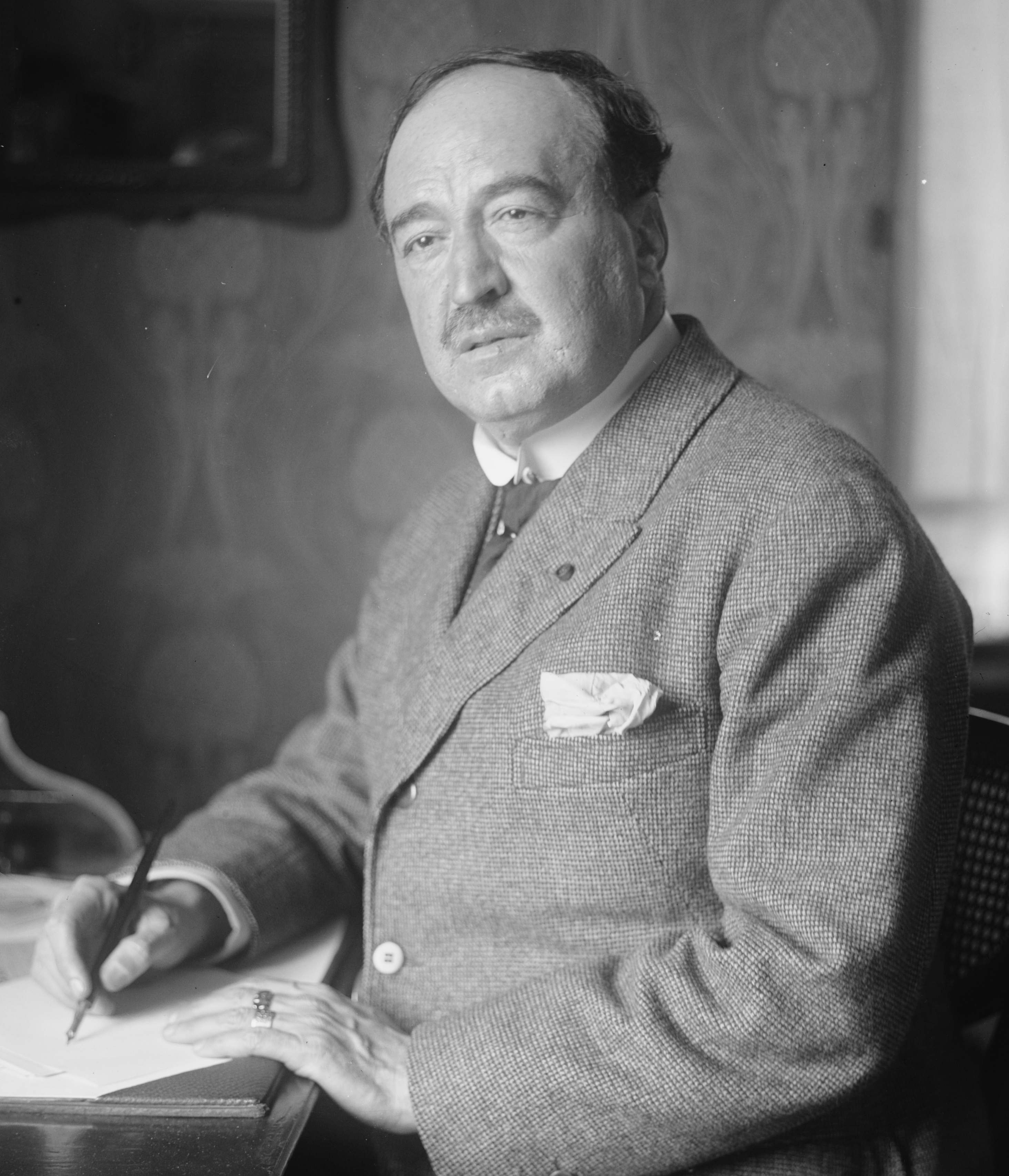
小説家のビセンテ・ブラスコ・イバニェス
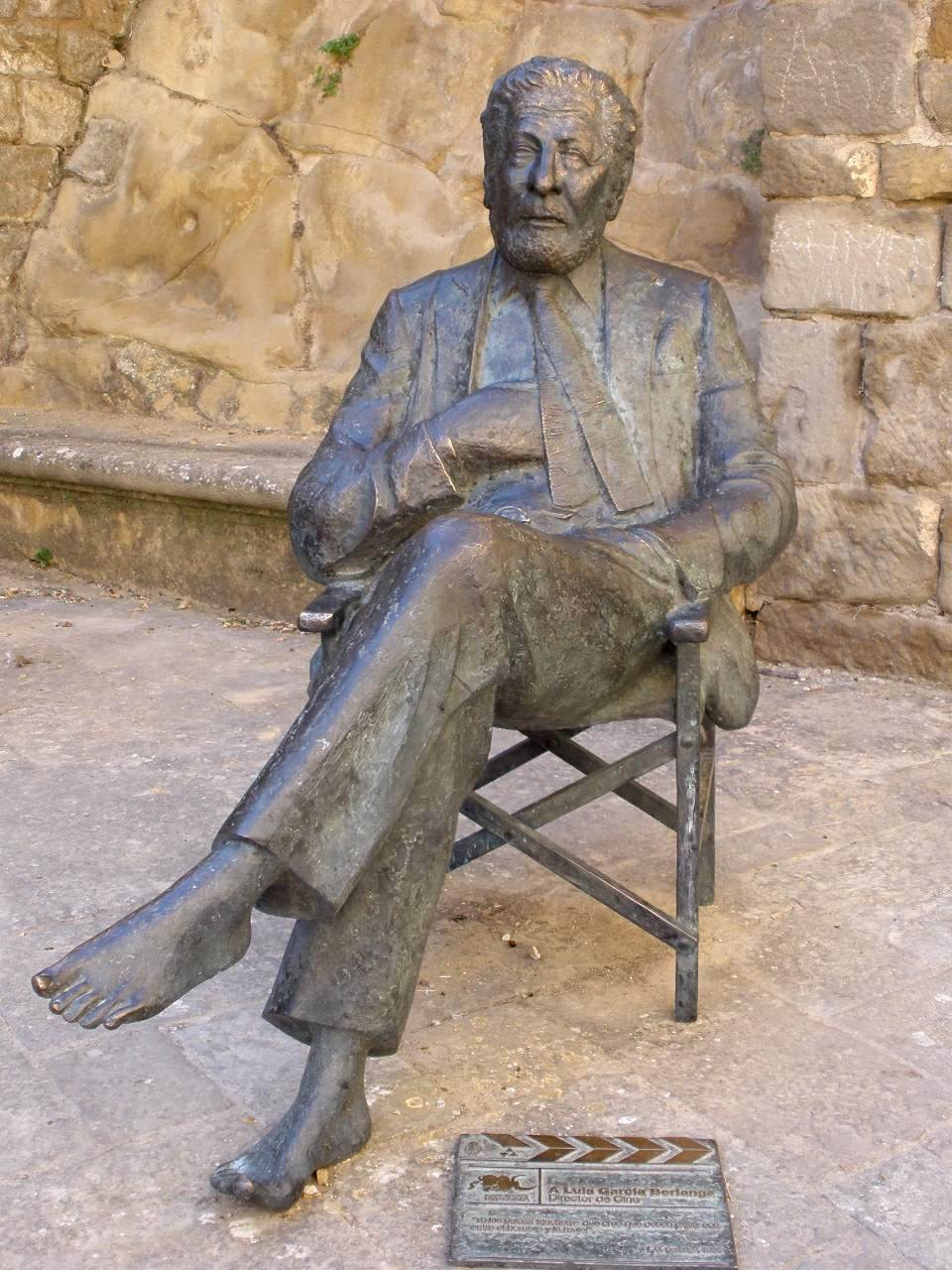
映画監督のルイス・ガルシア・ベルランガ

## 姉妹都市
バレンシアは以下の都市と姉妹都市提携を結んでいる。
- ボローニャ、イタリア[63]
- マインツ、ドイツ[63]
- ベラクルス、メキシコ[63]
- サクラメント、アメリカ[63]
- オデッサ、ウクライナ[63]
- バレンシア、ベネズエラ[63]